# Przedmieście Odrzańskie
Przedmieście Odrzańskie (niem. Oder Vorstadt) – obszar Wrocławia, obejmujący historyczne przedmieścia najstarszego średniowiecznego miasta lokacyjnego, usytuowane na sąsiadującej z nim od północnego zachodu wyspie na Odrze, tzw. Kępie Mieszczańskiej oraz osadę Ołbin (na prawym brzegu rzeki) , a także osiedla położone od historycznego centrum na północ i północny zachód, włączone do obszaru tego przedmieścia po rozbiórce fortyfikacji miejskich w 1808 roku. Od północy teren Przedmieścia Odrzańskiego ograniczało początkowo koryto Starej Odry, która płynęła niegdyś w miejscu, gdzie obecnie przebiega linia kolejowa (zbudowana w latach 60. XIX wieku dla Kolei Prawego Brzegu Odry).
Do przedmieścia Odrzańskiego zaliczane były zatem dzisiejsze osiedla Nadodrze (w tym największa w śródmiejskim zespole wysp odrzańskich – Kępa Mieszczańska), Kleczków i Ołbin.

## Średniowiecze

### Fortyfikacje średniowiecznego Wrocławia
Umocnienia zaczęto tworzyć wokół miasta najprawdopodobniej w latach 40. XIII stulecia na lewym brzegu Odry (wykorzystując także wody jej dopływu, rzeki Oławy) budując fosę i obwałowania. Najpierw był to suchy rów otaczający wał zbudowany z ziemi pochodzącej z wykopu i zwieńczony palisadą. Rów ten wypełniono wodami Oławy w 1291, a wał z palisadą rozebrano i na jego miejscu zbudowano fortyfikacje murowane, które ciągnęły się też po północnej stronie miasta wzdłuż lewego brzegu Odry. Wkrótce podjęto decyzję o poszerzeniu lewobrzeżnego miasta tworząc nową linię fortyfikacji i drugą fosę od strony południowej. Do realizacji tego planu przystąpiono już pod koniec XIII wieku, przy czym północna granica miasta pozostawała w tym czasie jeszcze bez zmian, tzn. opierała się na murach zbudowanych na lewym brzegu Odry.
W kolejnych dziesięcioleciach, przez wiek XIV, XV i XVI modernizowano mury wokół miasta, rozbudowywano bramy, a baszty flankujące (będące w II połowie XIII wieku pionierskim rozwiązaniem) zastępowano – już we wczesnych latach 70. XV wieku – bastejami. W XV wieku wzniesiono wał z palisadą, chroniący wschodni cypel Kępy Mieszczańskiej. Średniowieczne fortyfikacje Wrocławia uważane są obecnie za należące do najsilniejszych w tamtych czasach w tej części Europy.

### Osadnictwo średniowieczne
Na Przedmieściu Odrzańskim na prawym brzegu Odry, w sąsiedztwie Kępy Mieszczańskiej i Ostrowa Tumskiego, rozwijało się osadnictwo już kilka wieków przed zasiedleniem Ostrowa Tumskiego i przed lewobrzeżnym Civitas Vratislaviennsis oraz pierwszą lokacją miasta, być może już od VIII wieku, a od XI wieku w sposób stały. Osada tutejsza, nosząca nazwę Ołbin, należała w XII wieku do najludniejszych w rejonie Wrocławia. Mieszkali tu ogrodnicy, hodowcy bydła, a także rzemieślnicy (swoje warsztaty mieli tu np. smolarze, garbarze); znajdowały się tu także m.in. opactwo św. Wincentego, wraz z kościołem (w przybliżeniu na miejscu gdzie dziś wznosi się XIX-wieczny kościół św. Mikołaja), dwór palatyna Piotra Włostowica, dwór komesa Mikory, a także jatki, karczma i miejsce dorocznego targu przed kościołem św. Wincentego.
Ołbin podzielony był już około XIII-XIV wieku na część należącą do zakonu Norbertanów, do zakonu Krzyżowców z Czerwoną Gwiazdą (rejon dzisiejszego pl. św. Macieja) i do miasta Wrocławia. Był to wówczas teren podmokły, poprzedzielany licznymi kanałami i zagrożony powodziami, przed którymi chroniła m.in. gliniana tama (dała ona nazwę niemieckiej nazwie ulicy Am Lehmdamm, tj. „Na Glinianej Tamie”, obecna ul. Prusa). Droga z Wrocławia przez Ołbin do Psiego Pola i dalej do Trzebnicy lub Oleśnicy wiodła traktem po kamiennej grobli (Steindamm, obecna Jedności Narodowej). Trakt ten rozdzielał norbertańską (wschodnią) część Ołbina od miejskiej, zachodniej.
Na nurcie Odry przy Kępie Mieszczańskiej, powstawały młyny i inne obiekty produkcyjne; już w XIV były dwa młyny, w pobliżu dzisiejszej ul. Kiełbaśniczej, później powstawały kolejne zakłady wykorzystujące energię wody (m.in. w połowie XIV wieku – folusz i słodownia). Obecnie (od lat 20. XX wieku) w miejscach, w których zlokalizowane były te obiekty działają dwie elektrownie wodne: Wrocław I wraz z jej jazem na Odrze Południowej oraz Wrocław II razem z jazem tej elektrowni na Odrze Północnej.

## Czasy nowożytne – wrocławskie przedmieścia

### Fortyfikacje nowożytne
W miarę rozwoju technik oblężniczych i idącego za nim rozwoju sztuki konstruowania fortyfikacji ulegały one modyfikacjom, rozbudowie i unowocześnieniom, m.in. basteje zaczęły być w czasach nowożytnych, od XVI/XVII wieku, zastępowane przez nowocześniejsze dzieła fortyfikacyjne – bastiony. Pierwszą konstrukcją tego typu był Bastion Kleszczowy na lewym brzegu Odry, w rejonie połączenia z Fosą Miejską (w sąsiedztwie znajdującego się tam dziś Mostu Sikorskiego). Oprócz tego bastionu i kilku nowych budowli we wschodniej, południowej i zachodniej części Wrocławia, powstawały również nowe konstrukcje na północy, na terenie Przedmieścia Odrzańskiego bądź w bezpośrednim jego sąsiedztwie. Między innymi była to Brama Odrzańska, jak również Brama Cesarska (pomiędzy dzisiejszym placem Uniwersyteckim a ulicą Grodzką i mostem Uniwersyteckim); w latach 1640–1660 wybudowano odrzańskie dzieło koronowe na prawym brzegu Odry, na północ od wschodniego cypla Kępy Mieszczańskiej (rejon dzisiejszych ulic Strażniczej i Cybulskiego). Przypuszczalnie w tym okresie powstał też chroniący południową część Kępy Mieszczańskiej „Szaniec na Kępie” (projekt: Valentin von Säbisch), w rejonie ul. Księcia Witolda. Później umocnienia te rozbudowano do tzw. dzieła rogowego, złożonego z dwóch półbastionów rozdzielających Kępę Mieszczańską mniej więcej w połowie. Po przeciwnej stronie Odry Północnej, na jej wschodnim brzegu (na miejscu obecnego placu Maxa Borna, w sąsiedztwie dzisiejszych mostów Mieszczańskich) zbudowano Schießwerder-Schanze („Szaniec Kępy Strzeleckiej”). W latach 1769–1770 wzniesiono także lunetę „Szmelcowego Szańca”, zwanego też „Srebrnym Szańcem” (Schmelz-Schanze albo Silber-Schanze), obiekt zlokalizowany w przybliżeniu w miejscu, gdzie dziś znajdują się zabudowania wrocławskiej elektrociepłowni, na zachód od ul. Kurkowej.

### Osadnictwo na przedmieściach nowożytnych

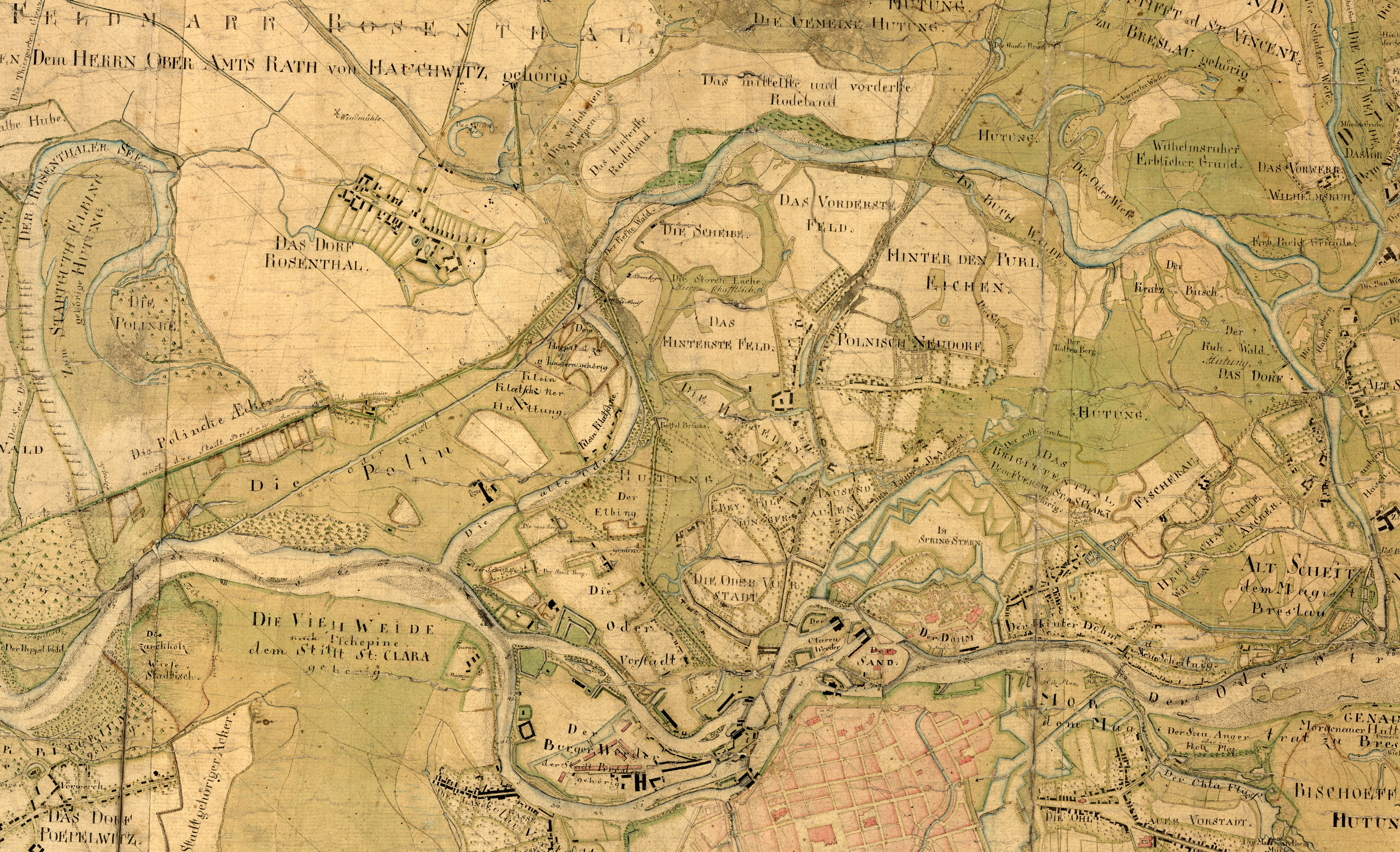
Fragment mapy Wrocławia i najbliższych okolic z 1794 roku;
Przedmieście Odrzańskie (Die Oder Vorstadt) na północ od miastapółnoc

Równolegle rozbudowywane były obiekty przemysłowe wykorzystujące energię nurtu Odry, rozdzielanego na dwie odnogi (tzw. Odrę Południową i Odrę Północną) po obu stronach Kępy Mieszczańskiej. W wieku XVI było ich już kilka: młyny „Przedni”, „Środkowy”, „Tylny”, papierniczy, słodowy widoczne są m.in. na planie F.H. Vrooma i F.Grossa z 1587 r., podobnie na nieco starszym (z 1562 r.) planie Barthela Weihnera widoczne są we wschodniej części Kępy zabudowania (w tym młyny), a w zachodniej – pola i łąki. Kępa Mieszczańska bowiem, jako położona nieco niżej niż zespół wysp wschodnich (Bielarska, Młyńska, Słodowa, Piasek, Ostrów Tumski), była często podtapiana podczas powodzi, co nie sprzyjało osadnictwu. W wieku XVI zbudowano tu wodociąg zasilający miasto, a także – przeniesione z lewego brzegu, z okolic wylotu obecnej ul. Odrzańskiej – urządzenia portowe, które następnie, w XVII wieku, uzyskały umocnione nabrzeże, dźwig i magazyny. Sąsiedztwo portu spowodowało także, że na Kępie Mieszczańskiej chętnie zakładano różne zakłady wytwórcze (m.in. metalurgiczne).
Przedmieście Odrzańskie połączone było ze znajdującym się na lewym brzegu rzeki miastem mostem, tzw. „Długim” (jego północny przyczółek znajdował się w przybliżeniu w miejscu, gdzie dziś znajduje się północny przyczółek mostów Uniwersyteckich, ale południowy – znajdował się w rejonie wylotu dzisiejszej ulicy Więziennej). Istniało jeszcze połączenie mostowe zlokalizowane w pobliżu wylotu ul. Kiełbaśniczej z Kępą Mieszczańską, a potem dalej na północ – Kępy Mieszczańskiej z prawym brzegiem Odry (tam, gdzie dziś jest most Pomorski Północny). Dalszy przebieg tej drogi (na północ od tych mostów) przebiegał drogą, nazywaną Kuhgasse („Krowia Uliczka”), inny wiódł traktem biegnącym tak, jak dzisiejsza ul. Pomorska. Drogi te biegły po bardzo podmokłych terenach: m.in. w okolicach obecnego placu Staszica nad jednym z kanałów znajdował się Schaffbrücke („most Owczy”), a nieco dalej na północ, a w rejonie obecnej ulicy Ptasiej (nazywanej wówczas Graue Wolf Gasse, „zaułkiem Szarego Wilka”), droga przecinała kolejną z odnóg Odry przechodząc ją tzw. mostem Szarego Wilka. Trzecia droga łącząca miasto poprzez Przedmieście Odrzańskie (zwłaszcza wschodnią część Ołbina) z drogami prowadzącymi na północ i północny wschód wiodła poprzez wspomnianą wyżej Steindamm (dzisiejszą ul. Jedności Narodowej) i łączyła się też z Przedmieściem Piaskowym i mostami Młyńskimi prowadzącymi na wyspy Piasek.
Na terenie Przedmieścia Odrzańskiego przez ponad dwa stulecia zlokalizowana była strzelnica mieszczańska (dla bractw cechowych): 1566 lub 1568 miasto podjęło decyzję o rozdzieleniu funkcji terenów strzeleckich dla kupców i dla mieszczan: kupcy mieli swoją strzelnicę przy Bramie Świdnickiej, mieszczanie zaś – na prawym brzegu Odry, na Frauenwerder (okolice dzisiejszej ul. Wojciecha Cybulskiego i Pomorskiej). W roku 1772, wobec potrzeby rozbudowy fortyfikacji (na miejscu strzelnicy usypano Szaniec Kępy Strzeleckiej), strzelnicę zlikwidowano i w 1777 przeniesiono nieco dalej na północ, na tzw. Górę Piaskową (Sand Berg) noszącą też nazwę Kępy Strzeleckiej (Schießwerder), w rejonie nawiązujących dziś nazwą do tej roli placu Strzeleckiego (dawniej Schießwerder Platz, a więc dokładnie „plac Kępy Strzeleckiej”) i ulicy Łowieckiej. Strzelnica w tym miejscu, wykorzystywana przez bractwa kurkowe i związki strzeleckie (a od 1817 również przez bractwo kupieckie), funkcjonowała do roku 1844.

## Przedmieście Odrzańskie po rozbiórce fortyfikacji, od roku 1808

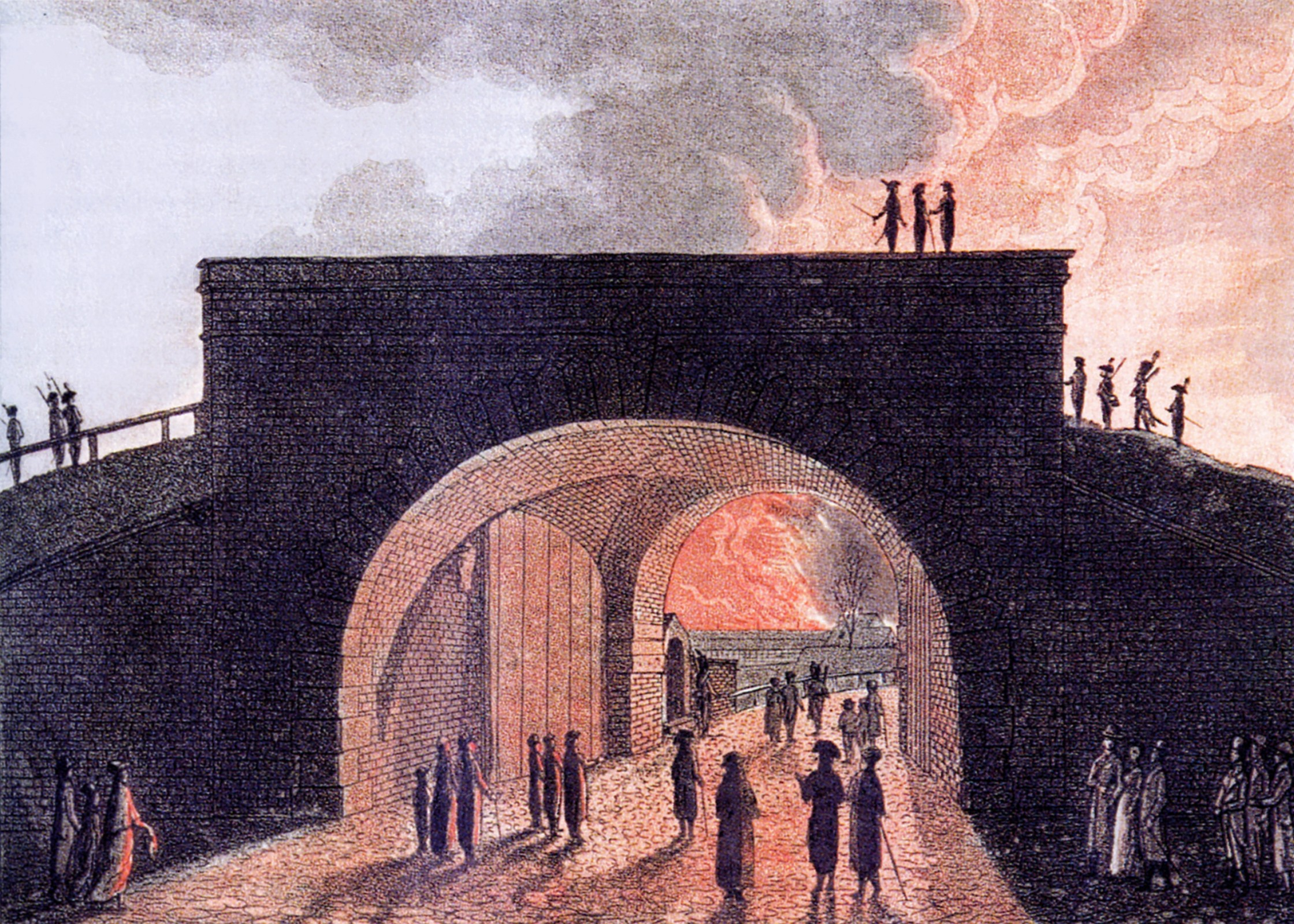
Brama Odrzańska: wypalanie Przedmieścia Odrzańskiego przed rozpoczęciem oblężenia wojsk napoleońskich w 1806 r.

Przedmieścia ufortyfikowanych miast niejednokrotnie, w obliczu zagrożenia najazdem wrogich wojsk, spisywano na straty niszcząc (burząc i wypalając) zawczasu wszelką ich zabudowę, która mogłaby dać schronienie lub osłonę oblegającym oddziałom. Nie inaczej było we Wrocławiu: np. znajdujący się na Przedmieściu Odrzańskim kościół św. Urszuli i Jedenastu Tysięcy Dziewic, w obliczu zagrażających Śląskowi i Wrocławiowi wojsk tureckich, został całkowicie rozebrany w październiku 1529 roku, podobnie jak opactwo św. Wincentego. Podobną decyzję w listopadzie 1806, w obliczu zbliżających się wojsk napoleońskich (podczas wojny z Prusami), o likwidacji przedmieść podjął komendant obrony Wrocławia, generał major Alexander Heinrich von Thile.

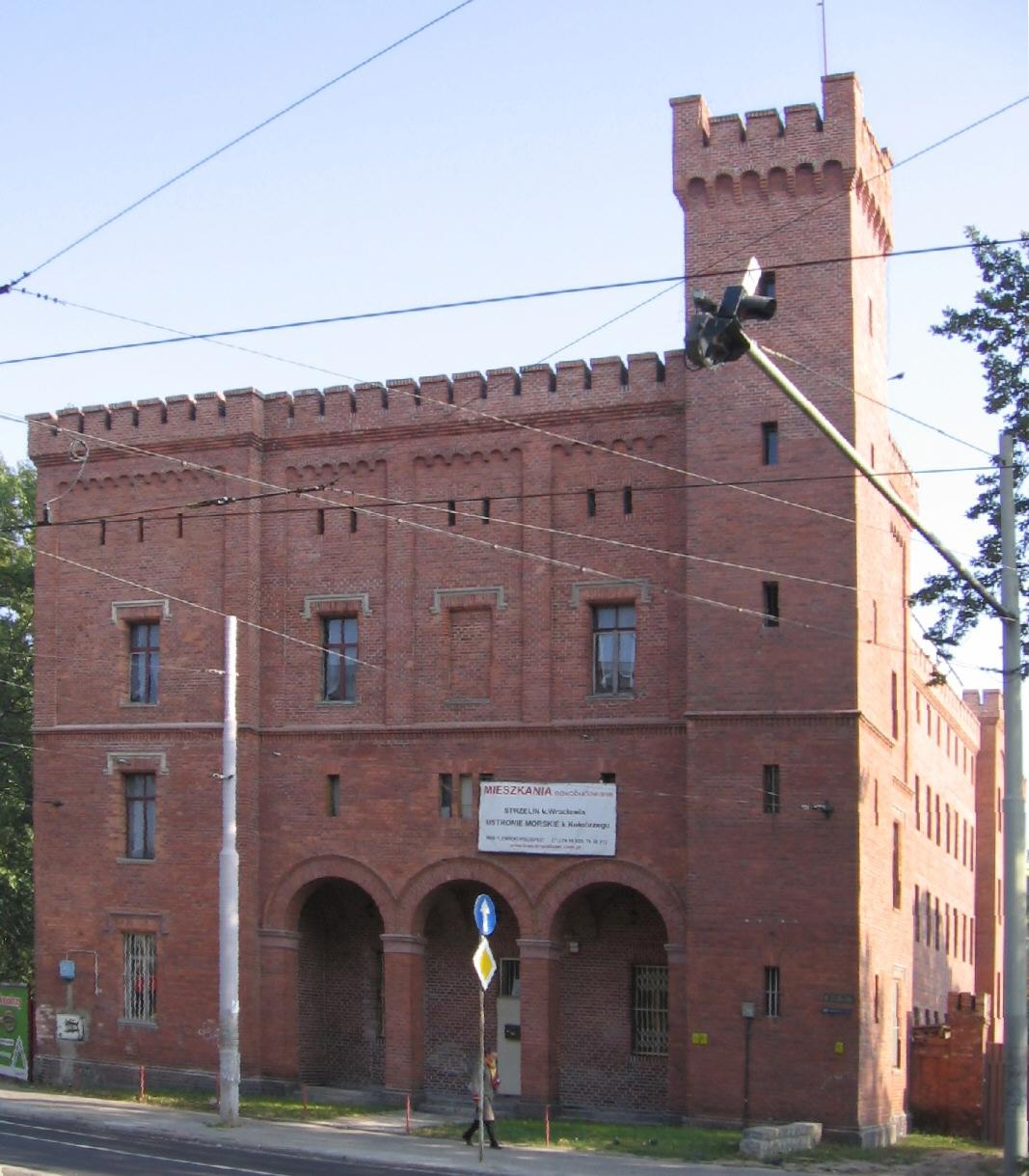
Odwach na miejscu dawnych fortyfikacji odrzańskiego dzieła koronowego

Spłonęło wówczas znaczna część spośród 384 domów, znajdujących się w roku 1805 na Przedmieściu Odrzańskim. Decyzja ta jednak nie uchroniła jego żołnierzy przed klęską: w grudniu Francuzi (wspierani przez sojusznicze oddziały bawarskie i wirtemberskie) podeszli pod miasto i po niespełna czterotygodniowym oblężeniu, wobec braku nadziei obrońców na odsiecz wojsk księcia pszczyńskiego, Ferdynanda Friedricha (które powstrzymane zostały pod Brzegiem), komendant von Thile 4 stycznia 1807 skapitulował. Trzy dni później do Wrocławia przybył Hieronim Bonaparte, odbierając akt kapitulacji pruskiego garnizonu.
Najważniejszą dla miasta decyzją, którą podjął po tym zwycięstwie brat cesarza Napoleona było rozkazanie rozbiórki fortyfikacji miejskich (choć obie istniejące wówczas fosy – wewnętrzna, czyli Czarna Oława, i zewnętrzna, która zachowała się do dzisiaj – pozostały). Proces rozbiórki murów trwał przez następne lata, ale już 19 listopada 1808 ogłoszono królewską regulację nakazującą włączenie pod jurysdykcję miejską otaczających dawne fortyfikacje przedmieść.
Niektóre obiekty wojskowe i fortyfikacyjne zostały całkowicie zlikwidowane, inne natomiast (tak jak miejskie fosy) pozostały. Zasadniczo większość fortyfikacji splantowano uzyskując nową przestrzeń pod zabudowę, przy czym część obiektów o przeznaczeniu wojskowym pozostała (np. przy dzisiejszej ulicy Kurkowej) a niektóre z nich uzyskały nawet dodatkową przestrzeń, jak np. kompleks koszarowy na Kępie Mieszczańskiej.
Na uwolnionej przestrzeni pofortecznej zaczęły powstawać także nowe obiekty. Między innymi w rejonie północnego przyczółka Długiego Mostu (tj. przy dzisiejszej ulicy Dubois), w latach dwudziestych XIX wieku stanął odwach i komora celna. Zachowany do dziś budynek Odertor-Wache, Wartowni Odrzańskiej (na zdjęciu z lewej), który pełnił też rolę m.in. aresztu wojskowego, powstał w tym miejscu w latach 1859–1860. Przebudowywany był potem jeszcze około roku 1900 i w 1928. Na Kępie Mieszczańskiej, oprócz istniejących tam wcześniej budynków wojskowych, znalazły swoje miejsce także obiekty publiczne, między innymi już w latach czterdziestych XIX wieku znajdował się tu Urząd Młynarski i Urząd Celny oraz służąca im waga, rafineria cukru, łaźnia, a także Packhof, czyli skład towarów – miejsce poboru akcyzy za towary dostarczane do Wrocławia Odrą.

### Urbanizacja Przedmieścia Odrzańskiego w wieku XIX
W wieku XIX na Przedmieściu Odrzańskim, które pełniło wcześniej w znacznym stopniu rolę zaplecza, dostarczającego miastu zaopatrzenia w produkty rolne z tutejszych ogrodów warzywnych, a także będącego terenem, na który mieściły się zakłady rzemieślnicze i magazyny, zaczęto wytyczać nowe drogi i ulice oraz dzielić ten obszar na parcele również pod zabudowę mieszkaniową, a także lokalizując tu obiekty rekreacyjne. To właśnie na Przedmieściu Odrzańskim, w okolicach dzisiejszej ulicy Kaszubskiej na zachód od dzisiejszej ulicy Pomorskiej właścicielem terenu był dyrektor magistratu i policji (Stadtinspektor) Heinrich Ludwig Senfft von Pilsach, który na samym początku XIX wieku założył tu ogród. Został on zniszczony podczas oblężenia pod koniec 1806 roku, skutkiem czego po wycofaniu się Francuzów i po zburzeniu sąsiadujących fortyfikacji podjęto decyzję o wytyczeniu w tym miejscu nowego skweru. Zrealizowano ją w roku 1813; projektantem był Johann Friedrich Knorr (twórca wrocławskiej Promenady Staromiejskiej) wraz z bankierem Moritzem Eichbornem; był to pierwszy we Wrocławiu park w stylu angielskim, który należał do miasta i który w 1816 roku został udostępniony jako pierwszy wrocławski park publiczny. Park ten nazywany był po prostu „laskiem”, stąd nazwa przyległych doń odcinków dzisiejszych ulic Kaszubskiej i Pomorskiej, obowiązująca aż do II wojny światowej – Am Wäldchen, tj. „Przy Lasku”.

#### Kolej Prawego Brzegu Odryidworzec Nadodrze

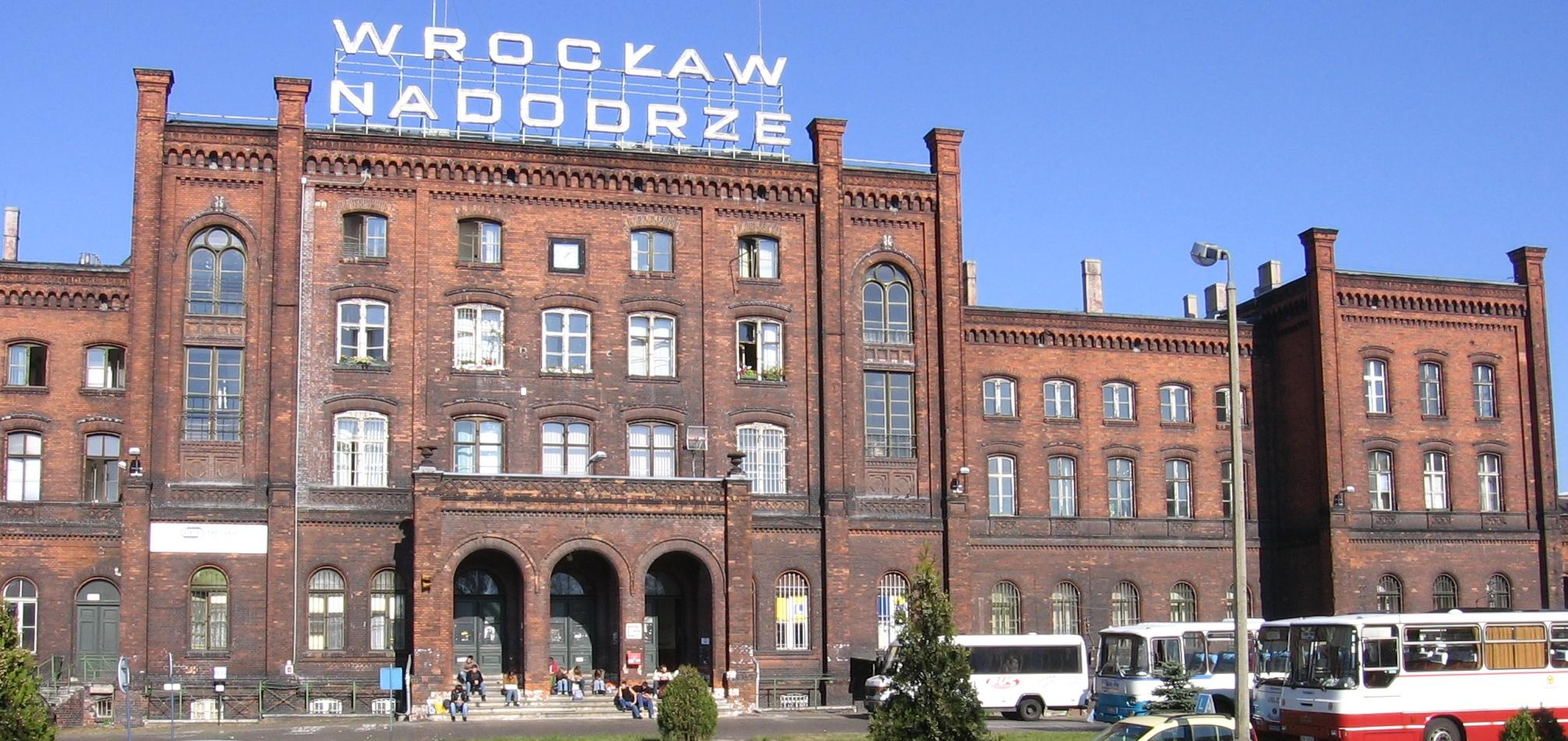
Dworzec Nadodrze

Ważnym dla Przedmieścia Odrzańskiego przedsięwzięciem było wytyczenie w latach 60 XIX wieku przebiegającej przez jego teren linii kolei żelaznej, Rechte–Oder–Ufer–Eisenbahn (Kolei Prawego Brzegu Odry). W maju 1868 roku otwarto nowy dworzec kolejowy przy północnym krańcu Roßplatz (dzisiejszego placu Staszica). Nosił on wówczas nazwę Rechte-Oder-Ufer-Thorbahnhof (Dworzec Bramny Kolei Prawego Brzegu Odry; dzisiaj nazywany jest dworcem Nadodrze), a pierwsze pociągi docierały do niego z (i odjeżdżały do) Oleśnicy przez Psie Pole; kilka miesięcy później, w listopadzie uruchomiono docelowe połączenie Wrocław – Fosowskie. W następnych czterech latach linię Kolei Prawobrzeżnej przedłużono w kierunku zachodnim, wzdłuż obecnej ulicy Kleczkowskiej, i dalej na zachód i południowy zachód mostem na lewy brzeg Odry w kierunku wybudowanego w 1842 roku Dworca Świebodzkiego i młodszego o dwa lata Dworca Marchijskiego, gdzie w sąsiedztwie tych dwóch uruchomiono w 1872 roku trzeci: Rechte-Oder-Ufer-Stadtbahnhof (Dworzec Miejski Prawego Brzegu Odry).

#### Nowykościół św. Michałana Ołbinie

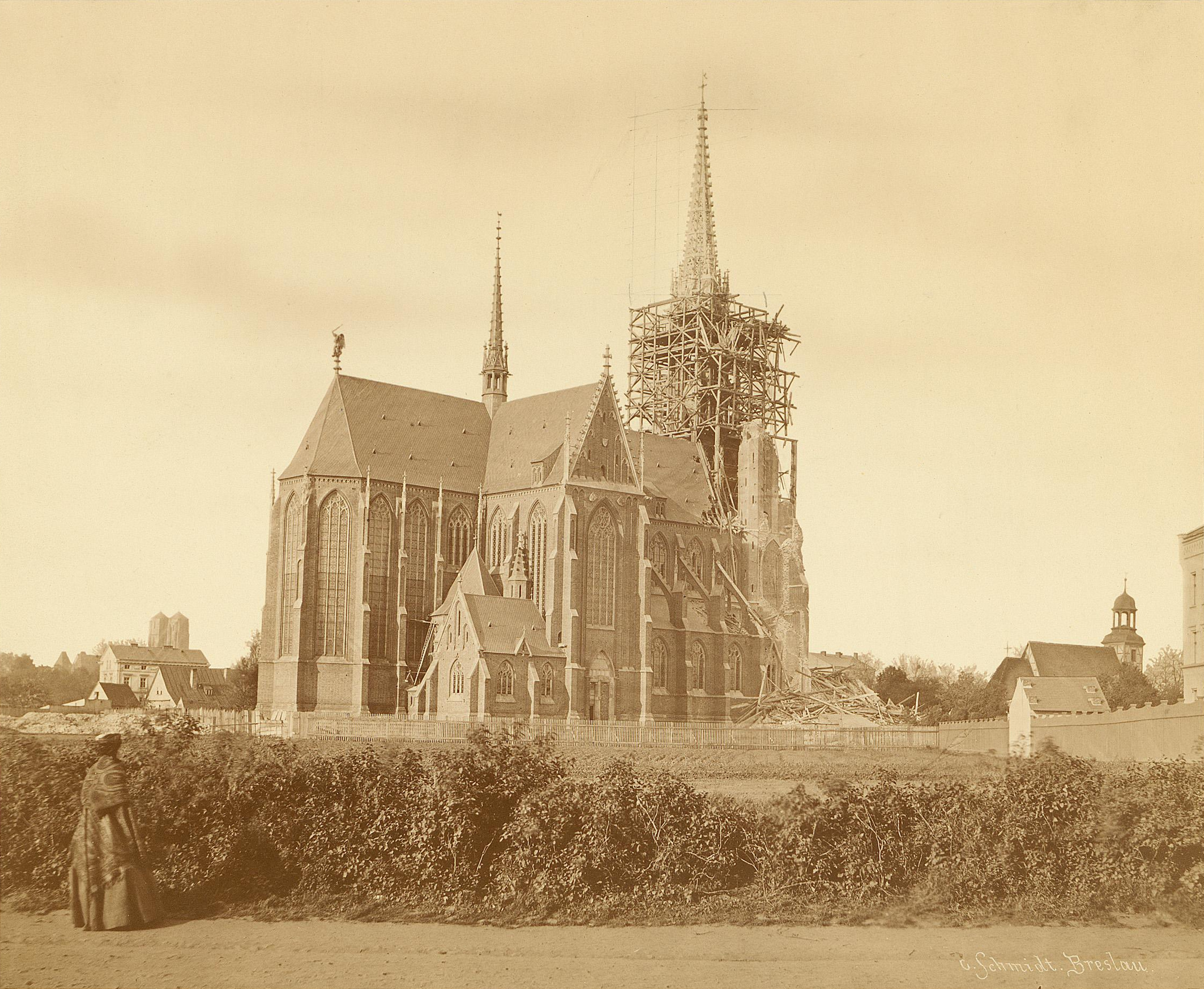
Widok nowego kościoła w trakcie budowy, w 1869. Widoczna zawalona wieża północna; po prawej widoczny „stary” kościół z 1609, daleko po lewej dwie wieże katedry św. Jana

Kościół św. Michała Archanioła na Ołbinie, pomiędzy dzisiejszymi ulicami Prusa, Wyszyńskiego, Nowowiejskiej i Edyty Stein zlokalizowany jest w miejscu, które na XIX-wiecznych planach miasta oznaczane było jako Vinzenz Elbing na obszarze Oder-Vorstadt. Pomimo to w roku 1928, kiedy doszło do powiększenia granic miasta o nowe dzielnice, obejmujący wschodnią część Ołbina kwartał Michaelisviertel, w którym ulokowany jest ten kościół, zaliczony został do „Dzielnicy Piaskowej” (Sand-Stadteil).

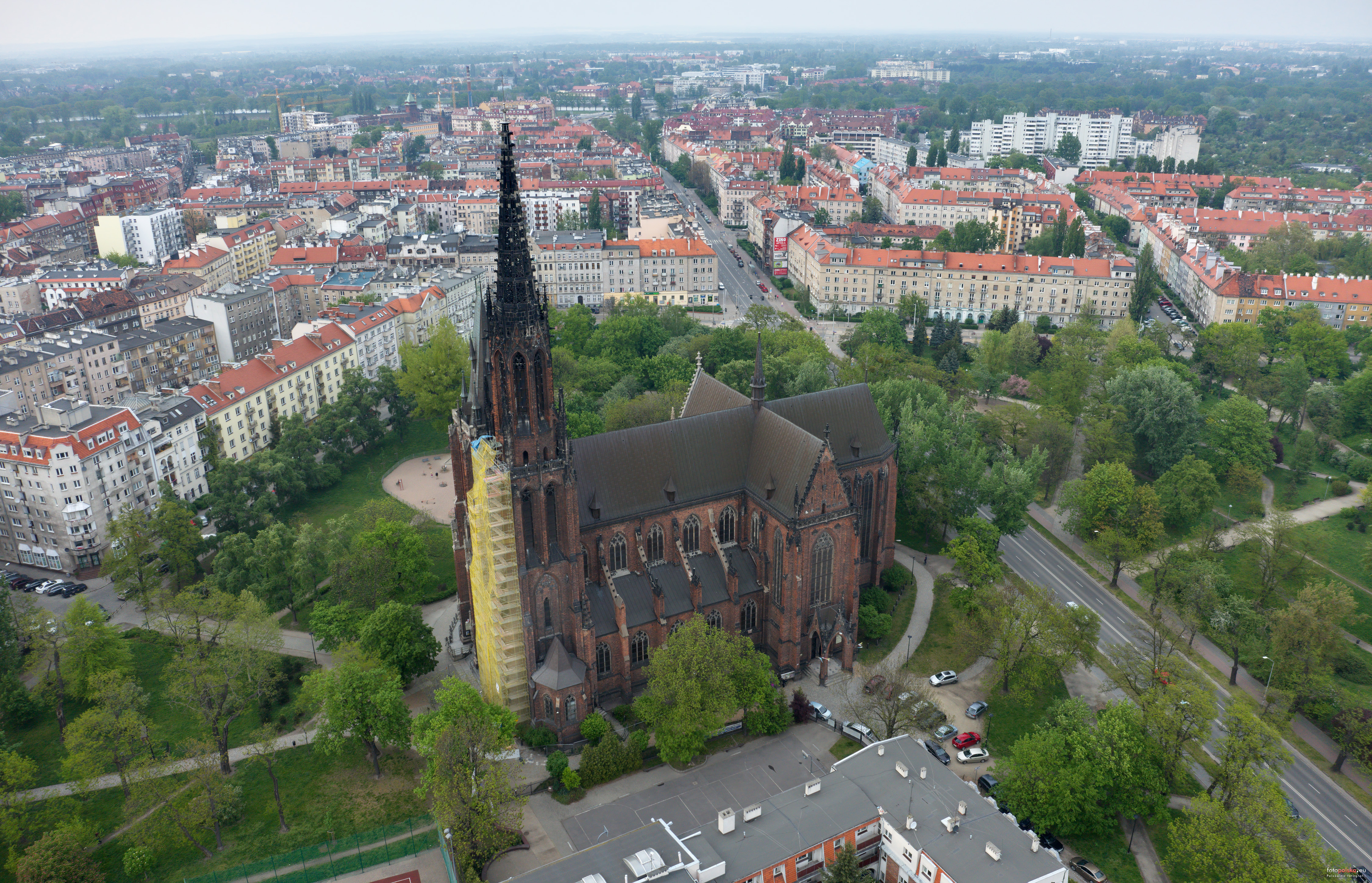
Kościół św. Michała,
widok na północ

Mieści się on mniej więcej w miejscu, gdzie już w XII wieku wzniesiono opactwo św. Wincentego wraz z kościołem. Zabudowania te w następnych stuleciach kilkakrotnie przebudowywano, a nawet raz zburzono z przyczyn strategicznych (w 1529). Warto w tym miejscu zauważyć, że razem z rozbiórką zabudowy katolickiego opactwa św. Wincentego i znajdującego się obok katolickiego kościoła, protestancka rada miejska poleciła likwidację jeszcze jednego kościoła znajdującego się na Przedmieściu Odrzańskim: był to jednak kościół protestancki (od 1523 roku), pod wezwaniem św. Urszuli i Jej Jedenastu Tysięcy Dziewic, mieszczący się przy dzisiejszej ulicy Jedności Narodowej (róg Ołbińskiej).
Materiał pozyskany ze zburzonych w 1529 kościołów wykorzystano do celów budowlanych w mieście, w tym między innymi do wybrukowania placu Nowy Targ; romański portal z kościoła św. Wincentego natomiast zachował się, ale przeniesiony został w inne miejsce, i zdobi do dzisiaj kościół św. Marii Magdaleny.
W 1530 postawiono na miejscu zburzonego opactwa nowy kościół drewniany, a ten w latach 1589–1609 zastąpiono nowym, wzniesionym w konstrukcji szachulcowej, który – po zniszczeniach, których doznał w 1635 od Szwedów i kolejnej odbudowie przez zmarłego w 1717 opata A. Brücknera – dotrwał do XIX wieku.
W II połowie XIX wieku znajdował się już w bardzo złym stanie i zachodziła potrzeba zastąpienia go nową budowlą. Realizację wg projektu Alexisa Langera rozpoczęto w 1862. W trakcie budowy, w roku 1868, zawaliła się wieża północna. Skutkiem tej katastrofy odsunięto Langera od nadzoru nad pracami, jego obowiązki przejął Karl Lüdecke. Roboty zakończyły się w roku 1871, przy czym po katastrofie zdecydowano się zmniejszyć wysokość wieży północnej w stosunku do pierwotnych założeń. Po ukończeniu nowego kościoła (który został poświęcony 8 listopada 1871 roku) rozebrany został znajdujący się obok kościół XVI/XVII-wieczny.

#### Plac św. Maciejai jego otoczenie

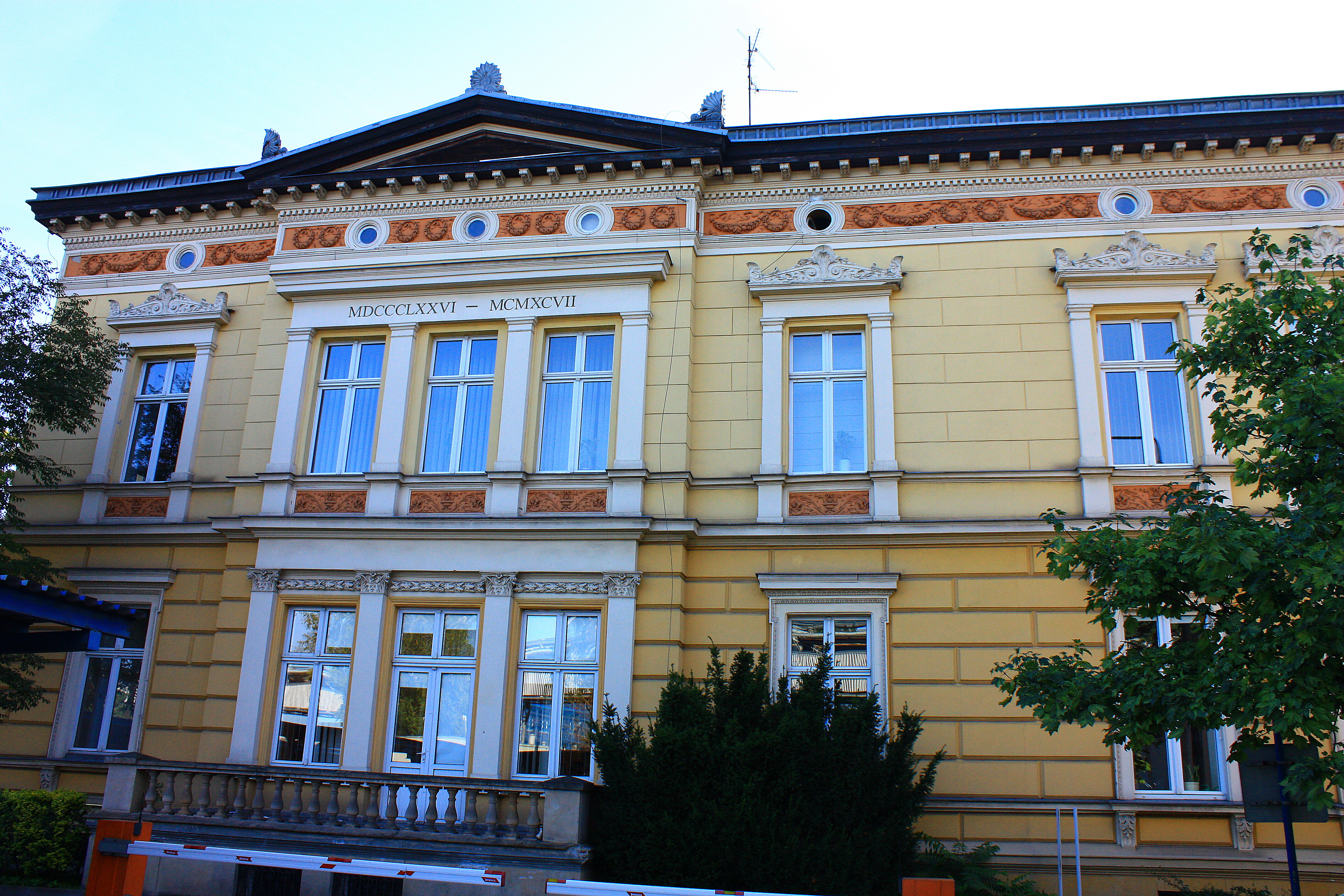
Neorenesansowa willa przy pl. Staszica 30

W drugiej połowie XIX wieku wrocławskie władze miejskie podjęły działania zmierzające do zagospodarowania sporego – kilkudziesięciohektarowego – obszaru Przedmieścia Odrzańskiego, nazywanego Mathias Feld („Polem Macieja”, czy też „Maciejowym Polem”), które znajdowało się na obszarze ograniczonym dzisiejszymi ulicami Jedności Narodowej, Ołbińską, Rydygiera oraz placami Staszica i Powstańców Wielkopolskich. Przed kasatą zakonów, którą w Królestwie Pruskim (w tym na Śląsku) przeprowadzono w roku 1810, ten podmokły w dużej części teren był własnością kościoła św. Macieja i Zakonu Krzyżowców z Czerwoną Gwiazdą. Impulsem do działań miejskich urzędników była zapewne petycja doręczona w 1863 do magistratu przez niezadowolonych mieszkańców miasta domagających się zagospodarowania tego zaniedbanego obszaru. Zaproponowany został i wyłożony do publicznego wglądu plan (uzyskał on ostateczną akceptację rządu królewskiego 13 lipca 1866), opracowany przez planistów miejskich i obejmujący obszar łącznie 70 dużych mórg pruskich (tj. około 40 hektarów), a w nim 7-morgowy (4-hektarowy) plac publiczny. W celu realizacji założeń planu założona została w 1869 roku organizacja celowa pod nazwą Matthiasfeld Bau-Commandit-Gesellschaft (Budowlano-Komandytowe Towarzystwo Pola Macieja), która chciała wybudować na tym terenie kilkanaście przynoszących wysokie zyski kamienic. Zamierzenie to jednak skończyło się fiaskiem.

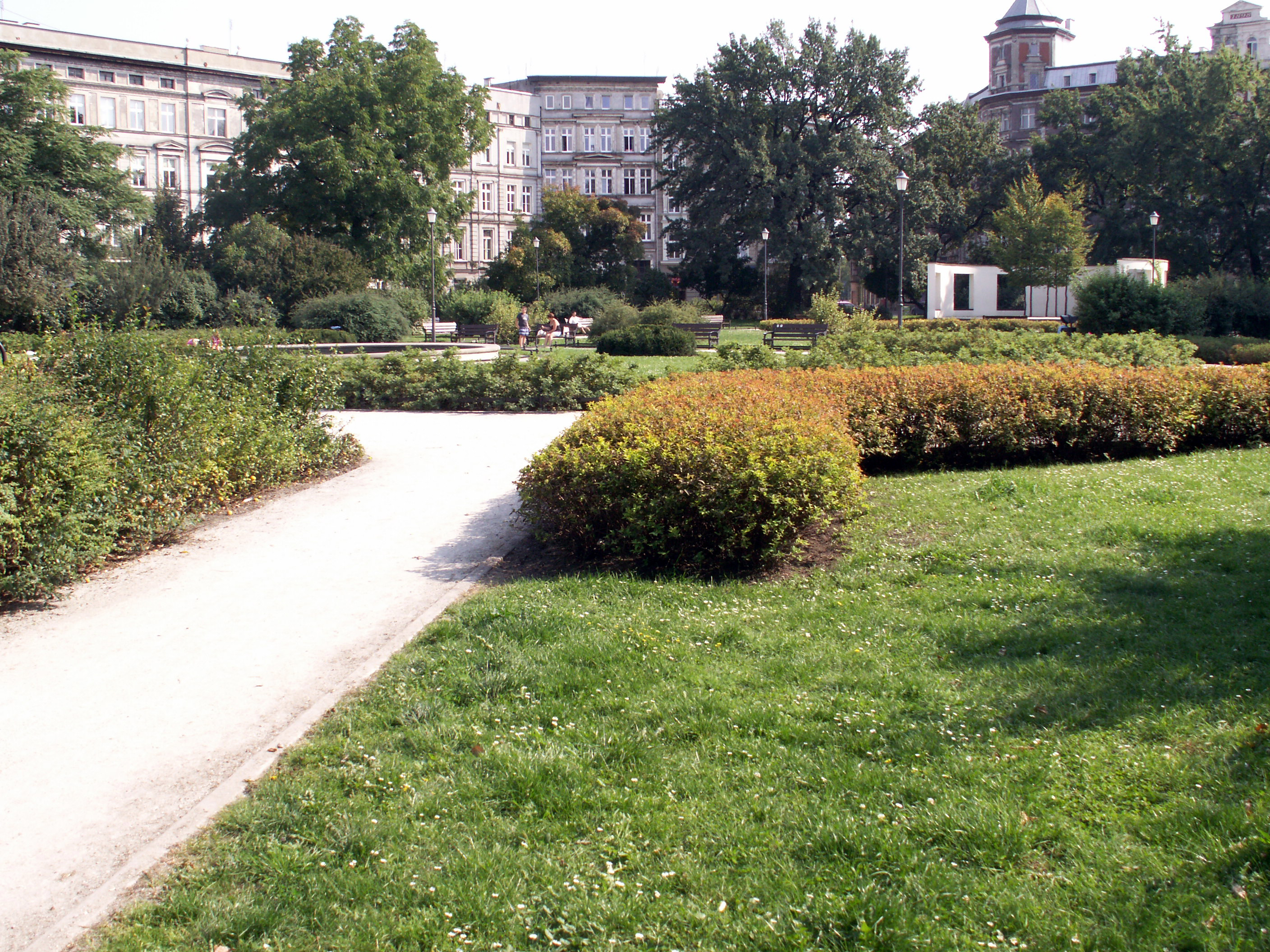
Skwer na placu św. Macieja

W przedsięwzięcie zaangażowali się wrocławscy przedsiębiorcy, w tym Guido von Drabizius (który kupił w tym celu 6,5 morgi ziemi rolnej na „Maciejowym Polu” i kupiec Otto Bauer, przy wsparciu berlińskiego Banku Nieruchomości. Zaangażowanie Bauera i von Drabiziusa miało podłoże komercyjne, wręcz spekulacyjne, bowiem obowiązujące w owym czasie przepisy powodowały, że przedsięwzięcia w dziedzinie budownictwa mieszkaniowego były bardzo korzystne dla inwestorów. Dlatego niektóre z kamienic wokół nowego Mathias Platz architekci i przedsiębiorcy budowlani realizowali jako własne; byli wśród nich m.in. Karl Schmidt, Hugo Hübner i August Jäckel. Również na sąsiadujących z placem ulicach inwestowali w budowę kamienic zamożni wrocławscy przedsiębiorcy, np. E. König, właściciel firmy produkującej wyroby gumowe i skórzane pasy zainwestował w neorenesansową willę przy Bender Platz 30 (dziś pl. Staszica 30, na zdjęciu po prawej), a także biorący udział w przygotowaniu planu zagospodarowania tego rejonu G. von Drabizius, do którego należała kamienica przy Neue Matthiasstraße 11. Z inwestorami współpracowali także tacy projektanci, jak Wilhelm Tilgner i Heinrich Kuvecke.
Zabudowa wokół placu zrealizowana została w latach 1874–1885, przy czym Z. Antkowiak w swojej książce poświęconej wrocławskim ulicom i placom podaje, że kompleksowy plan zagospodarowania placu powstał w 1873, a realizacja ostatnich domów przy placu przeciągnęła się do 1886; W. Kononowicz uściśla, że datą złożenia przez O. Bauera i G. von Drabiziusa ostatecznego planu był lipiec 1873, zabudowę rozpoczęto w 1874, pełną oprawę architektoniczną plac uzyskał w 1886. Sam zaś plac, z centralnym skwerem w stylu nawiązującym do rozwiązań angielskich zaprojektowanym i urządzonym przez von Drabiziusa, liczy około 2 hektarów.

#### Szpital Psychiatrycznyprzy ul. Kraszewskiego

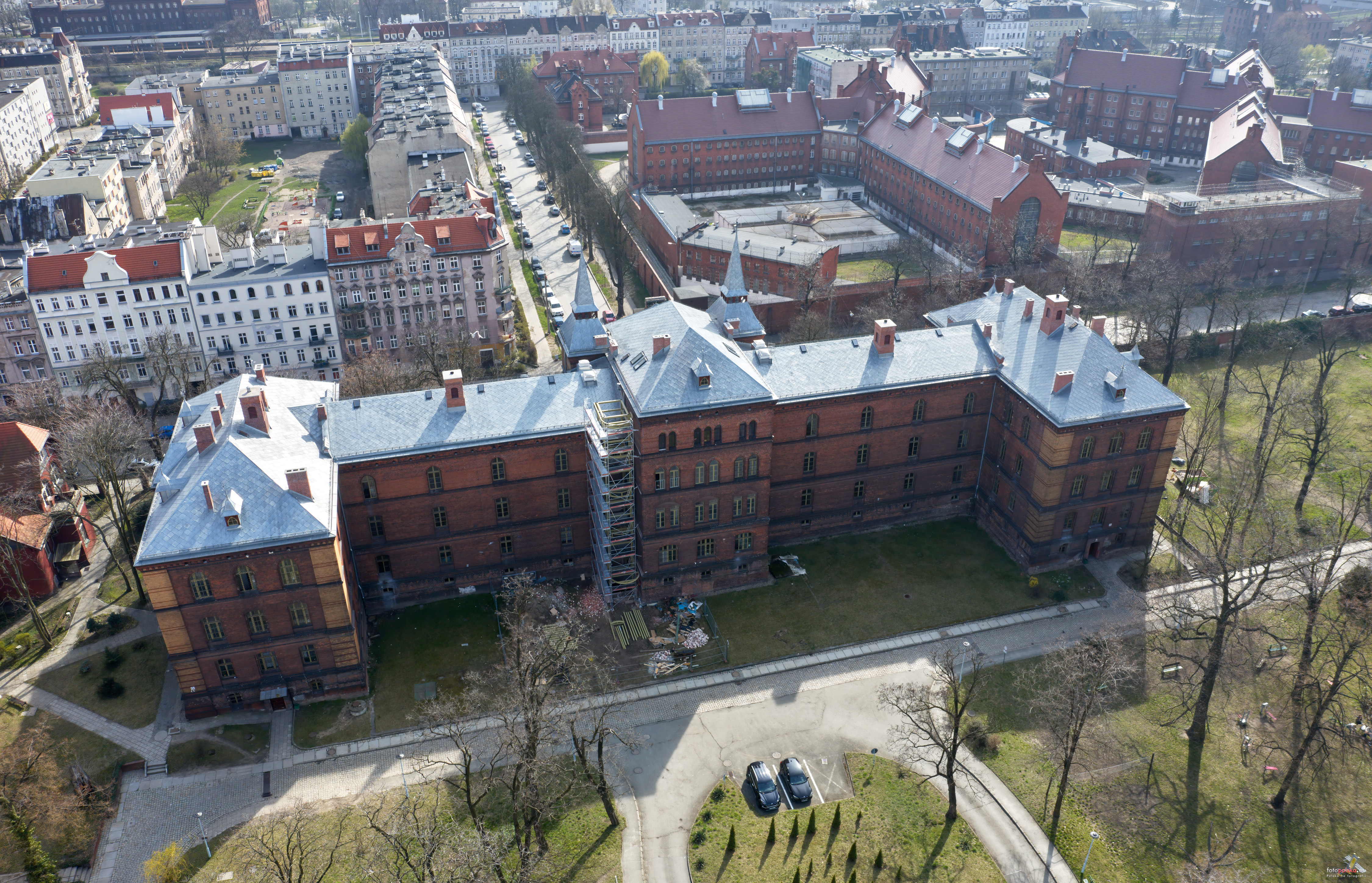
Szpital Psychiatryczny, ul. Kraszewskiego (budynek główny)

W latach 70. XIX wieku Heinrich Neumann, prymariusz oddziału psychiatrycznego Szpitala Wszystkich Świętych (niem. Allerheiligen-Hospital) we Wrocławiu (po II wojnie światowej – Wojewódzki Szpital im. Józefa Babińskiego położony w ścisłym centrum miasta, przy dzisiejszym pl. Jana Pawła II) dostrzegł znaczący wzrost zachorowań na choroby psychiczne, nieproporcjonalny do wzrostu liczby mieszkańców miasta, w związku z czym przedstawił magistratowi postulat stworzenia dla tej kategorii chorych nowego szpitala. Zaproponowana została lokalizacja na Przedmieściu Odrzańskim, blisko ówczesnej północnej granicy miasta, przy czym budynek główny zlokalizowano przy Göppertstrasse nr 23–25 (dziś ul. Kraszewskiego 25).

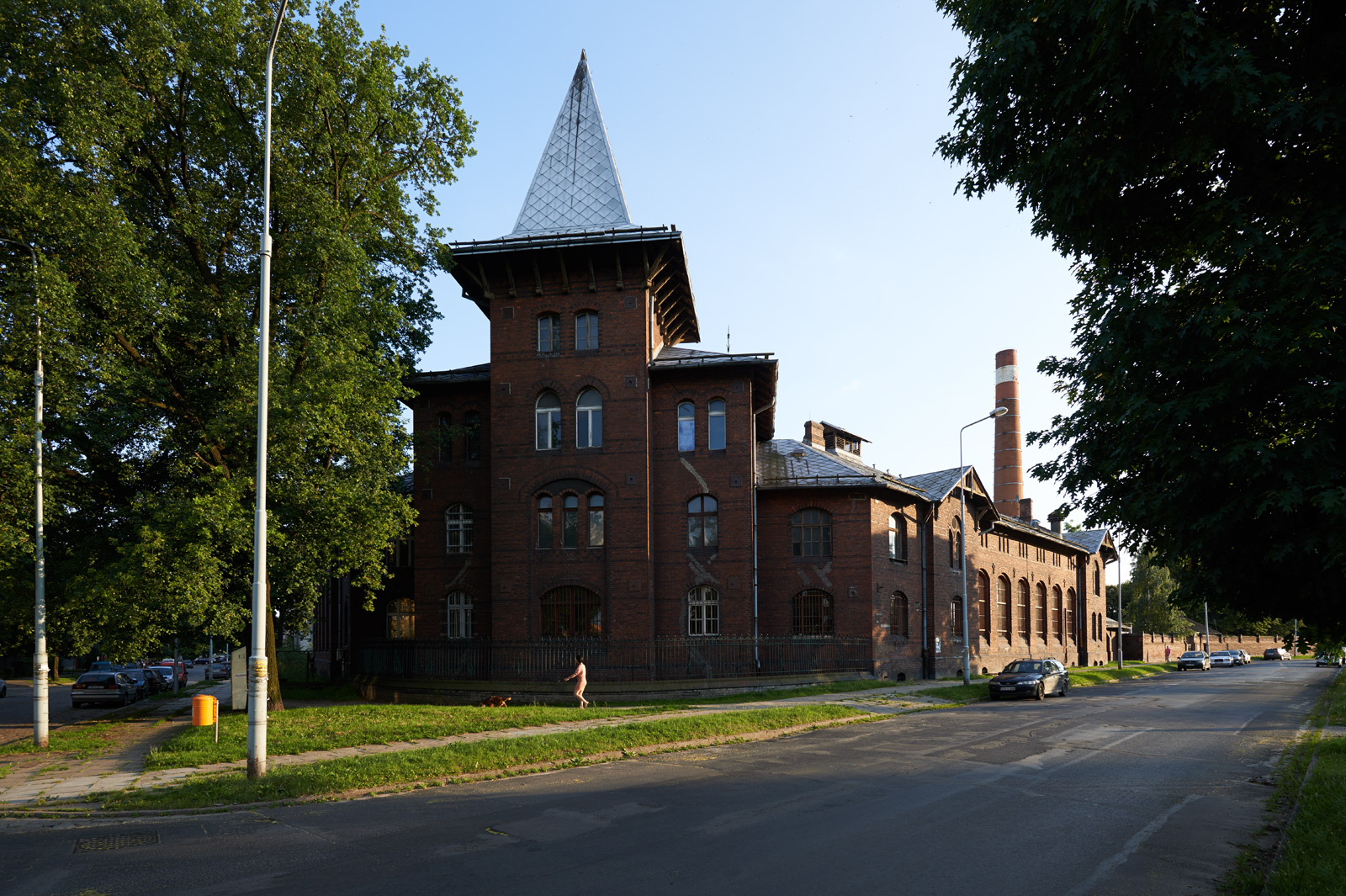
Budynek gospodarczy

Projekt szpitala autorstwa miejskiego radcy budowlanego Johanna Roberta Mende przedstawiony został w roku 1885, roboty zaś rozpoczęły się w kwietniu 1885 (już po śmierci Neumanna, zmarłego w 1884; którego na stanowisku szefa oddziału psychiatrycznego zastąpił jego uczeń Carl Wernicke). Po zakończeniu kadencji Mendego jego następcą na stanowisku radcy budowlanego został Richard Plüddemann, który dokonał w trakcie trwania budowy pewnych korekt. Budowa nowego szpitala wraz z kostnicą zakończyła się w listopadzie 1888. W kolejnych latach wzniesione zostały jeszcze w tym kompleksie inne budynki: gospodarczy (1891–1892) oraz dom lekarzy (1897–1898). Cały kompleks, wraz z parkiem, mieści się pomiędzy dzisiejszymi ulicami Kraszewskiego, Zegadłowicza, Reymonta a Wybrzeżem Conrada-Korzeniowskiego.
Szpital Psychiatryczny przy ul. Kraszewskiego pełni swoją funkcję do dziś, choć w wyniku „powodzi tysiąclecia” w lipcu 1997 roku uległ poważnym zniszczeniom, wobec czego mieszczącą się w nim Katedrę Psychiatrii ówczesnej wrocławskiej Akademii Medycznej trzeba było przeprowadzić do innego budynku w mieście (w styczniu 1998 przeniesiono ją do budynku przy Wybrzeżu Pasteura 10), pozostawiając jednak przy ulicy Kraszewskiego Oddział Psychiatryczny Całodobowy Kliniki Psychiatrii Uniwersytetu Medycznego w mieszczącym się tam nieprzerwanie szpitalu psychiatrycznym (o zmieniającej się przez lata formie prawnej, od roku 2010 jako Dolnośląskie Centrum Zdrowia Psychicznego sp. z o.o.).

#### Więzienieprzy ul. Kleczkowskiej

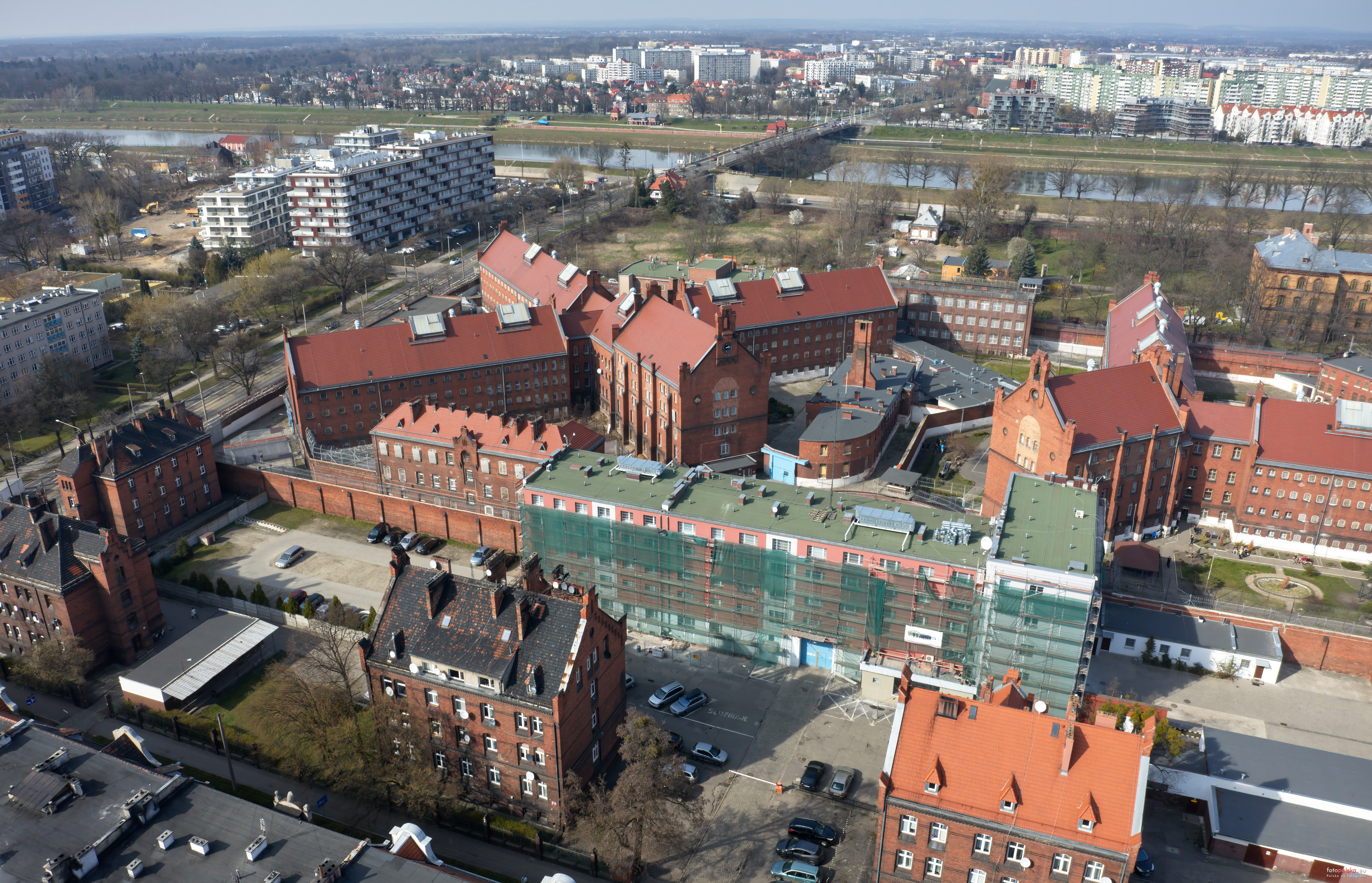
Więzienie, ul. Kleczkowska

Krótko po oddaniu do użytku Szpitala Psychiatrycznego przy Göppertstrasse (dziś Kraszewskiego), po jej przeciwnej stronie rozpoczęła się w 1889 budowa nowego kompleksu penitencjarnego dla Wrocławia. Zaprojektowali go Max Leben (1859–1939) i Heinrich Butz. W kwartale pomiędzy dzisiejszymi ulicami Kraszewskiego, Struga, Reymonta i Kleczkowską zaprojektowali więzienie z dwoma osobnymi budynkami: większy (pełni rolę oddziału męskiego), na planie krzyża i mniejszy (w którym osadzane są kobiety), na planie podobnym do litery "Y", przy czym bramę zaprojektowano od strony Kletschkaustraße (Kleczkowskiej) nr 35. Budowa trwała lat sześć, zakończyła się w 1895 r. Obok dwóch budynków dla osadzonych powstały też osobne zabudowania pomocnicze: szpital, warsztat, pralnia, budynek gospodarczy. Bezpośrednio po oddaniu całego kompleksu do użytku pełnił on rolę aresztu śledczego oraz zakładu karnego dla przestępców młodocianych, później dopiero stał się więzieniem przeznaczonym do odbywania kary również przez innych skazanych.
W latach trzydziestych XX wieku, w czasach III Rzeszy, w więzieniu tym odbywali kary również obywatele innych państw, w tym m.in. Czesi i Polacy. W tym okresie wykonywano tu także wyroki śmierci, przy pomocy gilotyny. W pierwszych latach po zakończeniu II wojny światowej w więzieniu przebywali, oprócz przestępców kryminalnych, także więźniowie polityczni. Wykonywano w nim także wyroki śmierci, przez rozstrzelanie albo przez powieszenie. Również po ustaniu terroru stalinowskiego więzienie przy Kleczkowskiej było – aż do ogłoszenia moratorium na wykonywanie kary śmierci w Polsce – miejscem, w którym funkcjonowała szubienica i w którym tę karę wykonywano (ostatni raz – 21 marca 1987 r.).
Obiekty więzienia przy ul. Kleczkowskiej 35 (jego wyżej wymienione budynki wybudowane w 1895 roku oraz mury – zewnętrzny okalający cały zespół oraz owalny przy budynku administracji) wpisane są do rejestru zabytków województwa dolnośląskiego pod numerem 548/Wm z 24 kwietnia 1995 r.

#### Kolejka wąskotorowa imiejski dworzec wąskotorowyprzy pl. Staszica

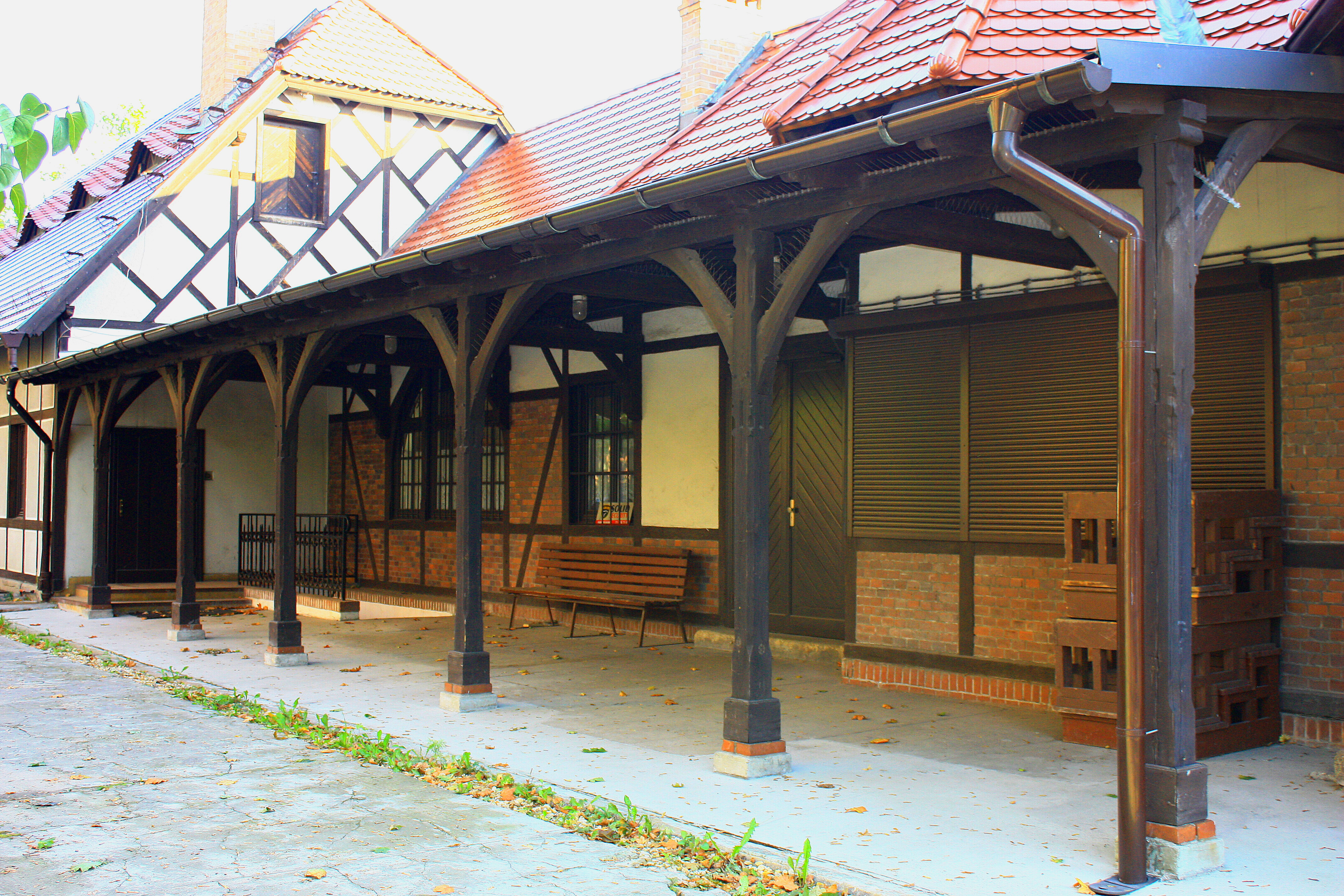
Wiata peronowa dworca wąskotorowego

Burzliwy rozwój kolei żelaznych w II połowie XIX wieku doprowadził do wzrostu zapotrzebowania na transport ludzi i towarów (głównie węgiel, ziemniaki, buraki cukrowe) również w mniejszych, bogatych rolniczo miejscowościach położonych na północ od miasta Wrocławia. Zapotrzebowanie to zaspokajano nie tylko poprzez rozwój sieci kolei normalnotorowej, ale także przy pomocy znacznie mniej kosztownej kolei wąskotorowej. Projekty takich połączeń powstawały na początku ostatniej dekady XIX wieku, a skutkiem tego było uruchomienie 8 grudnia 1894 wąskotorowej linii kolejowej o rozstawie szyn 750 mm łączącej Żmigród z Miliczem, z odgałęzieniem (w węzłowej stacji Przedkowice) do Prusic, liczącej blisko 61 km długości. Dziesięć miesięcy później (1 października 1895) przedłużono tę linię na wschód, do Sulmierzyc.

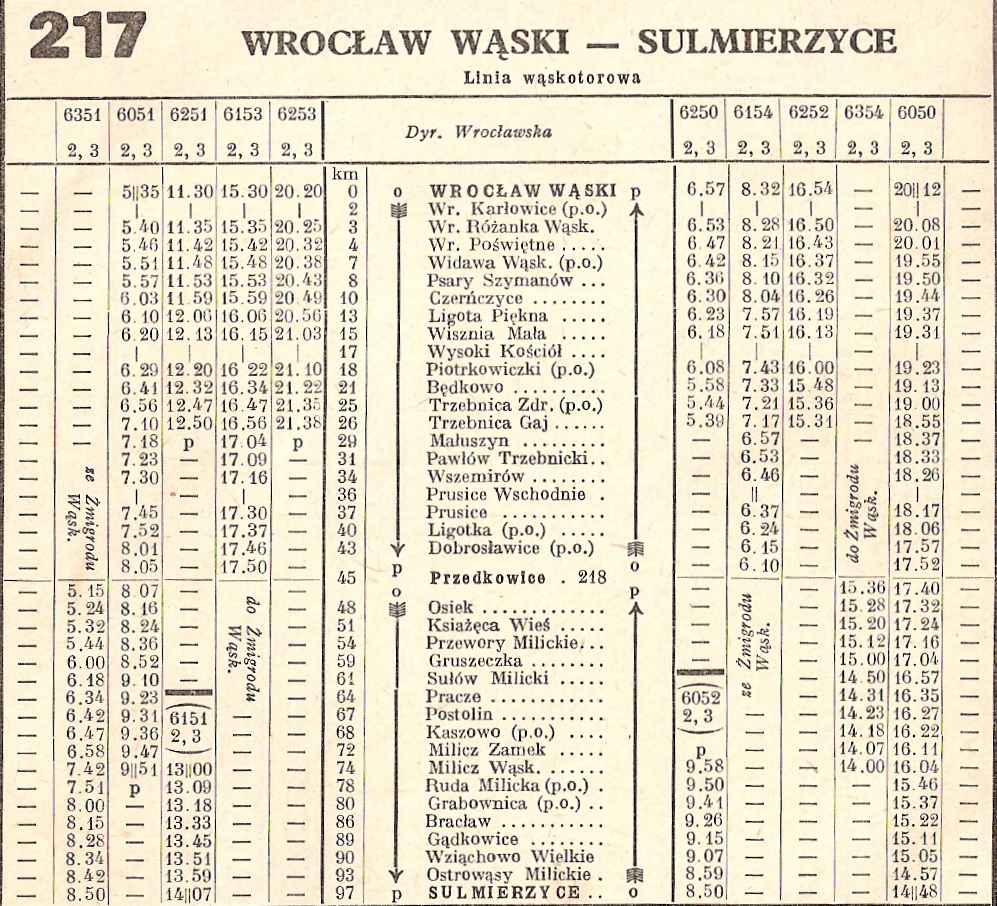
Rozkład jazdy na 1951/52,
w nim stacja „Wrocław Wąski”wąski

Nowo powstającą sieć wąskotorową zamierzano połączyć również z samym Wrocławiem oraz z Trzebnicą. Pierwszy projekt powstał w marcu 1893, a następny, konkurencyjny, na początku następnego roku. Żaden jednak nie uzyskał akceptacji odpowiednich władz; dopiero kolejny projekt, złożony w lutym 1905 przez firmę Schneege, eksploatującą już wąskotorową kolej żmigrodzko-milicko-prusicką, zakładający połączenie Wrocławia z tą siecią w Prusicach, został przyjęty i przez magistrat, i przez wrocławską dyrekcję kolei. Plan przewidywał uruchomienie połączeń kolejowych z użyciem trakcji parowej (choć pojawiła się też propozycja złożona przez firmę Allgemeine Elektricitäts-Gesellschaft, aby zastosować lokomotywy elektryczne; oferta ta jednak nie została przyjęta). Pierwotnie zakładano, że linia przekroczy Odrę po Rosenthaler Brücke (dziś – Mosty Trzebnickie). Wówczas uznawano to za najdogodniejszą lokalizację, bo alternatywą byłoby tylko wykorzystanie albo Hundsfelderbrücke (w miejscu, gdzie dziś znajdują się Mosty Warszawskie) położonego prawie dwa kilometry w górę rzeki (na wschód), albo Gröschelbrücke, położonego wówczas ponad kilometr w dół rzeki. Wobec jednak faktu, że w związku z budową kanałów nawigacyjnych przy Starej Odrze zaistniała konieczność przebudowy wszystkich istniejących tam mostów, i że w związku z tym budowano właśnie nowy Gröschelbrücke (dziś – Mosty Osobowickie, oddane do użytku w 1897) w nowym miejscu paręset metrów w górę rzeki (tylko pół kilometra od Rosenthaler Brücke, Trzebnickiego) ostatecznie zdecydowano, że pociągi będą jeździć po tym właśnie nowym moście, a końcowa stacja (projektantem tego obiektu był Karl Klimm) powstanie na południowo-zachodnim skraju Roßplatz (dziś plac Staszica), przy którym też znajdował się już normalnotorowy Rechte-Oder-Ufer-Thorbahnhof (działający do dziś dworzec Nadodrze).
Koncesja na budowę linii Breslau–Trebnitz–Prausnitzer Kleinbahn (Kolejki Wrocławsko–Trzebnicko–Prusickiej) została udzielona w czerwcu 1897, zaraz po tym rozpoczęły się roboty (np. już w listopadzie 1897 położone zostały tory na nowym moście i po jezdni prowadzącej do tego mostu nowo wytyczonej Oswitzer Straße, dziś ul. Reymonta). Już kilka miesięcy później znaczna jej część była już gotowa: pierwsze pociągi pomiędzy Trzebnicą a podwrocławską (wówczas) wsią Rosenthal (dziś osiedle Różanka) ruszyły w czerwcu 1898. W kolejnych miesiącach przedłużono połączenie Trzebnicy z Prusicami, a we Wrocławiu wybudowano Breslau Kleinbahnhof Personenbahnhof (miejski dworzec osobowy wąskotorowy) oraz połączenie tego dworca przez Mosty Osobowickie i Karłowice z Różanką. Linia kolei wąskotorowej miała też połączenie z budowanym w latach 1897–1901 nowym rzecznym portem miejskim przy ul. Kleczkowskiej. Pociągi z dworca miejskiego ruszyły ostatecznie na początku stycznia 1899 roku, czyli pół roku przed terminem uruchomienia połączenia ustalonym w udzielonej koncesji.
Wprowadzenie ruchu kolejowego do miasta (nawet na jego przedmieście) spowodowało, że projekt musiał uwzględniać wszystkie aspekty techniczne i organizacyjne współistnienia na jezdniach pociągów z innymi pojazdami i z pieszymi. Zdecydowano przede wszystkim, że jakkolwiek linia kolejowa poza miastem przebiegała najczęściej wzdłuż dróg, ale obok nich, to w samym mieście pociągi będą jechały po jezdni ulic, a nie wydzielonym torowiskiem, obok niej. W szczególności uwzględnić trzeba było też ruch tramwajowy, bowiem w tym samym czasie co budowa kolei wąskotorowej rozwijała się w mieście sieć tramwajowa (na przełomie XIX i XX wieku funkcjonowały jeszcze zarówno tramwaje konne, jak i elektryczne), która we Wrocławiu ma normalny rozstaw szyn (1435 mm). Zdecydowano, że miejski odcinek torów kolejowych, przebiegający po nowym moście (i po jezdniach dzisiejszych ul. Reymonta oraz pl. Staszica) będzie w tzw. splocie z torami tramwajowymi, tzn. pomiędzy szynami toru normalnotorowego znajdować się będzie trzecia szyna dla pociągów. Ustalono też, że maksymalna prędkość pociągu poruszającego się w mieście po ulicy będzie obniżona do 15 km/h (poza miastem poruszać się mógł z prędkością 30 km/h). Już w styczniu 1901 roku ograniczenie w mieście zaostrzono: do 10 km/h.
Kolej wąskotorowa funkcjonowała we Wrocławiu przez kolejne lata, choć nie bez problemów: oprócz zdarzających się awarii, wypadków i kolizji z innymi pojazdami dochodziło do zakłóceń w ruchu drogowym na jezdniach (np. podczas koniecznych manewrów wynikających z faktu, że miejski dworzec był stacją czołową). Ze względów ekonomicznych natomiast dochodziło do czasowego ograniczania, a nawet zawieszania ruchu kolei wąskotorowej, lub przynajmniej ruchu pociągów osobowych, szczególnie w okresie krótko po zakończeniu I wojny światowej, kiedy brakowało węgla do lokomotyw, albo podczas jesiennych kampanii cukrowniczych, gdy było wzmożone zapotrzebowanie na transport zbiorów buraków cukrowych. W okresie międzywojennym kilkakrotnie przymierzano się do działań, zmierzających do zmniejszenia uciążliwości kolejki w mieście, ale z przyczyn ekonomicznych zamierzenia te – w tym plany przejścia na napęd elektryczny – nie powiodły się. Sytuacja Wrocławsko–Trzebnicko–Prusickiej Kolei Wąskotorowej (jak również Żmigrodzko–Milickiej Kolei Powiatowej, która dopełniała dolnośląską sieć wąskotorową) nie ulegała większym zmianom, nie licząc postępującego starzenia się i wyeksploatowania taboru i infrastruktury. Czas II wojny światowej, również nie przyniósł znaczących zmian, ale tylko do chwili, kiedy na przełomie 1944/45 pojawiło się zagrożenie zbliżającym się frontem i Wrocław ogłoszono twierdzą – Festung Breslau. Wówczas, po rozpoczęciu oblężenia, znaczna część infrastruktury i sprzętu (w tym taboru) została zniszczona lub zdewastowana.
Po zakończeniu wojny majątek Kolejki Wrocławsko–Trzebnicko–Prusickiej i Żmigrodzko–Milickiej Kolei Powiatowej przejęły Polskie Koleje Państwowe, które utworzyły z nich Wrocławską Kolej Dojazdową. Po wyremontowaniu uratowanego taboru i uszkodzonych elementów infrastruktury kolej wąskotorowa wróciła na swoje tory. Powróciły jednak znane wcześniej problemy z konfliktem z ruchem kołowym i tramwajowym, zatem kiedy zniszczoną w oblężeniu 1945 roku parowozownię przy stacji w Karłowicach wyremontowano w roku 1950, postanowiono całkowicie wyłączyć ruch na odcinku od placu Staszica aż do Mostów Osobowickich. Nastąpiło to 15 grudnia 1951, a pasażerskim dworcem końcowym kolei wąskotorowej stała się stacja Wrocław Karłowice. W ten sposób wąskotorowy dworzec miejski został zamknięty.

#### RzecznyPort Miejski(Kleczków)

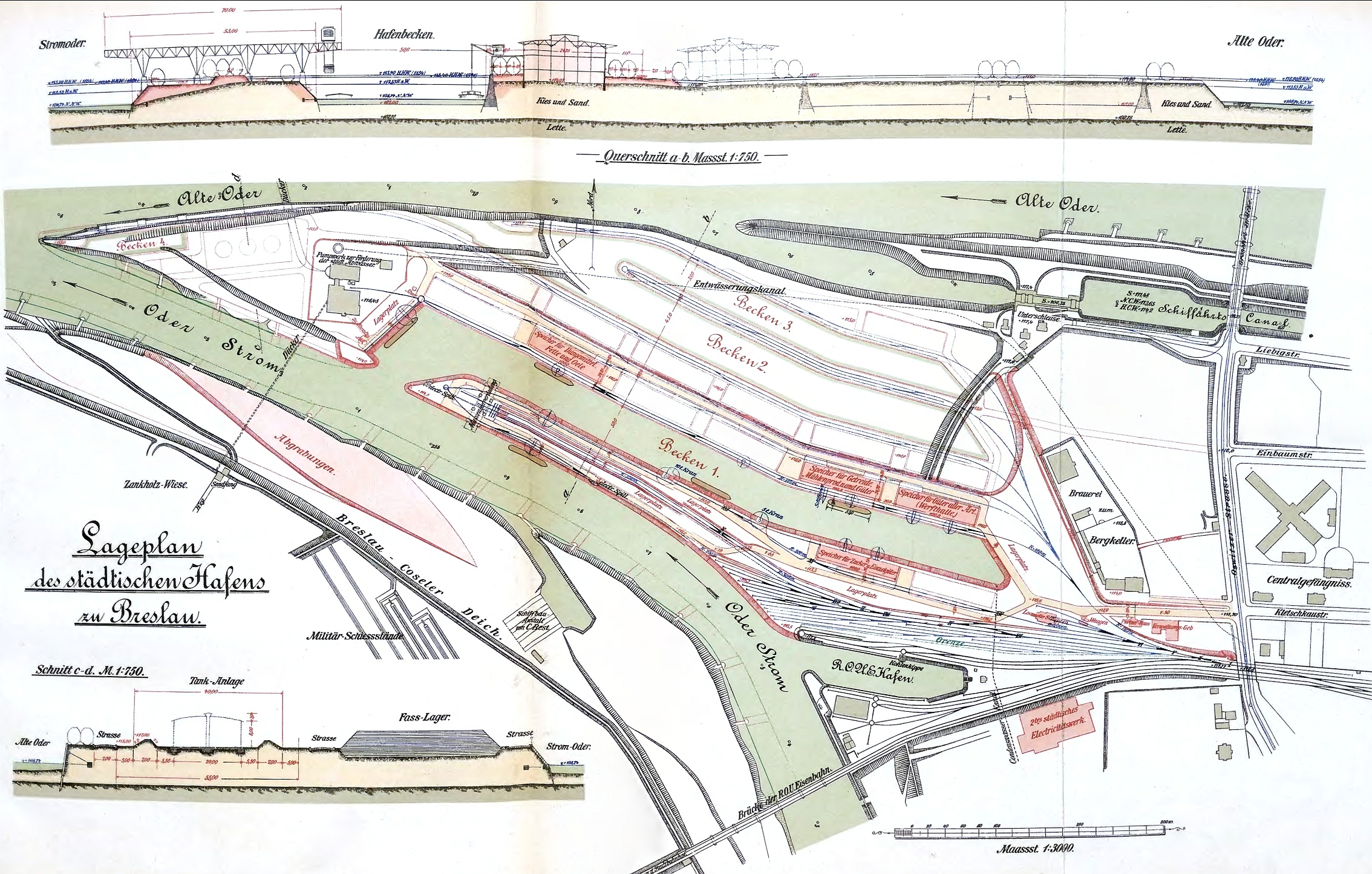
Plan portu z 1901 r.

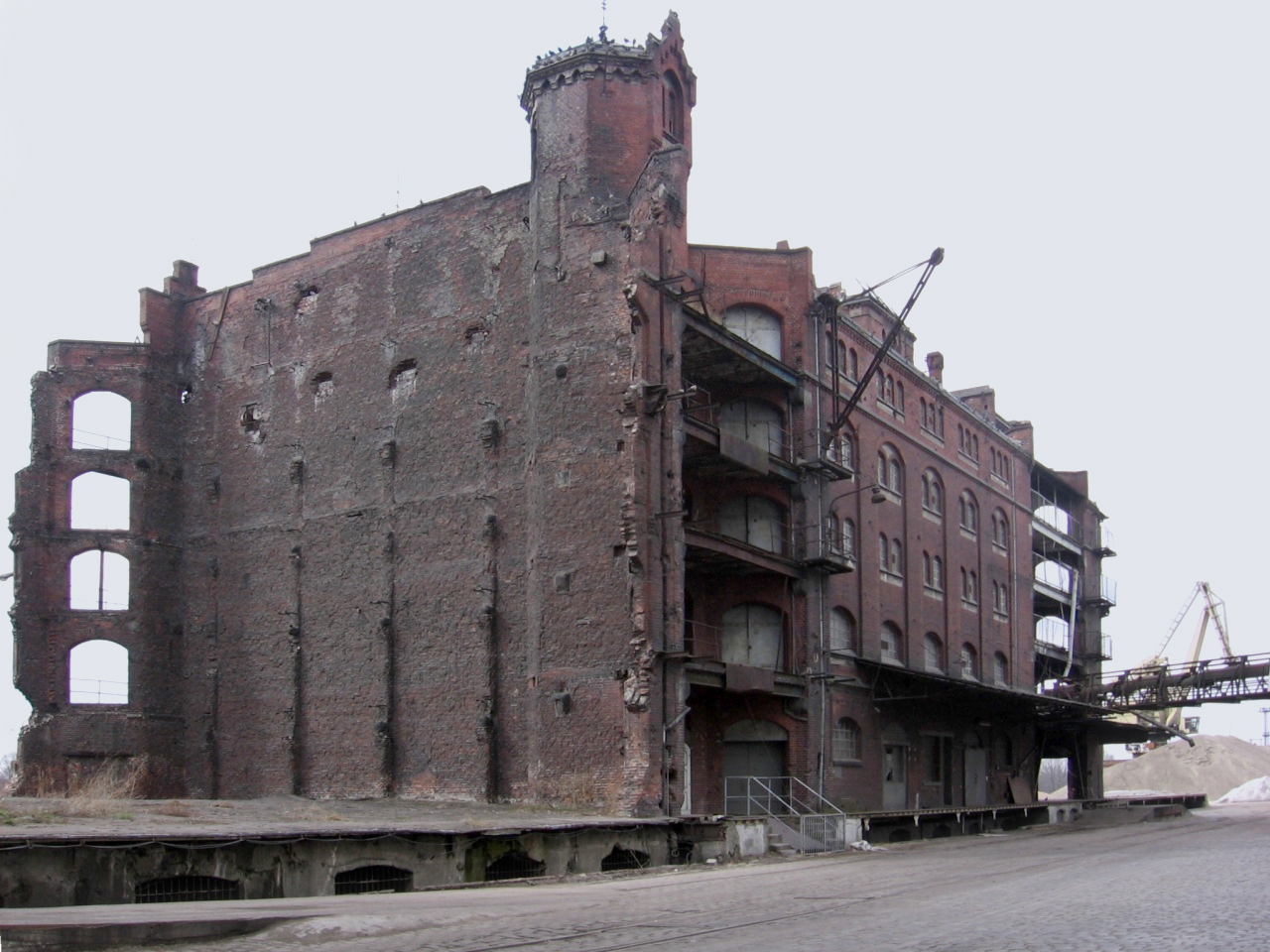
Ruina spichlerza w porcie miejskim, stan w 2006 r.

Wrocław od wczesnego średniowiecza korzystał z transportu rzecznego; wzmianki o istniejących w mieście portach sięgają roku 1358. Około 1670 roku powstał istniejący aż do 1945 port miejski na Kępie Mieszczańskiej, obok dzisiejszego Mostu Sikorskiego. W XIX wieku wykorzystywano jeszcze kilka innych (m.in. na Przedmieściu Odrzańskim, przy moście kolejowym Rechte–Oder–Ufer–Eisenbahn uruchomiono niewielki port w roku 1868, w tym samym roku stworzono port w Poppelwitz (dziś osiedle Popowice, wówczas poza granicą miasta). Potrzeba budowy nowego portu dla miasta jednak wciąż narastała, od roku 1880 w mieście trwała dyskusja nad możliwością jego wybudowania. Zdecydowano się zlokalizować go na Kleczkowie, gdzie przeznaczono na jego potrzeby 37 hektarów. Projekt wykonał L. Günter, a budowa pod kierunkiem miejskiego radcy budowlanego Alfreda von Scholtza realizowana była w latach 1897–1901. Jego basen miał długość 700, a szerokość 50 metrów, nabrzeża liczyły 2,5 km długości. Wyposażono go w pięć dużych magazynów i bocznice kolejowe (w tym także wąskotorowe, łączące się z linią  Breslau–Trebnitz–Prausnitzer Kleinbahn), miał 15 dźwigów portalowych i żurawi portowych. W 1910 uruchomiona została w porcie suwnica bramowa, a w 1934 – elewator zbożowy. Zastosowano w tu kilka unikalnych rozwiązań (w tym m.in. system transportowania węgla bezpośrednio do znajdującej się w tym samym rejonie elektrowni miejskiej, które później stanowiły wzór do wyposażenia innych portów w Niemczech.

#### Elektrownia przy ul. Łowieckiej

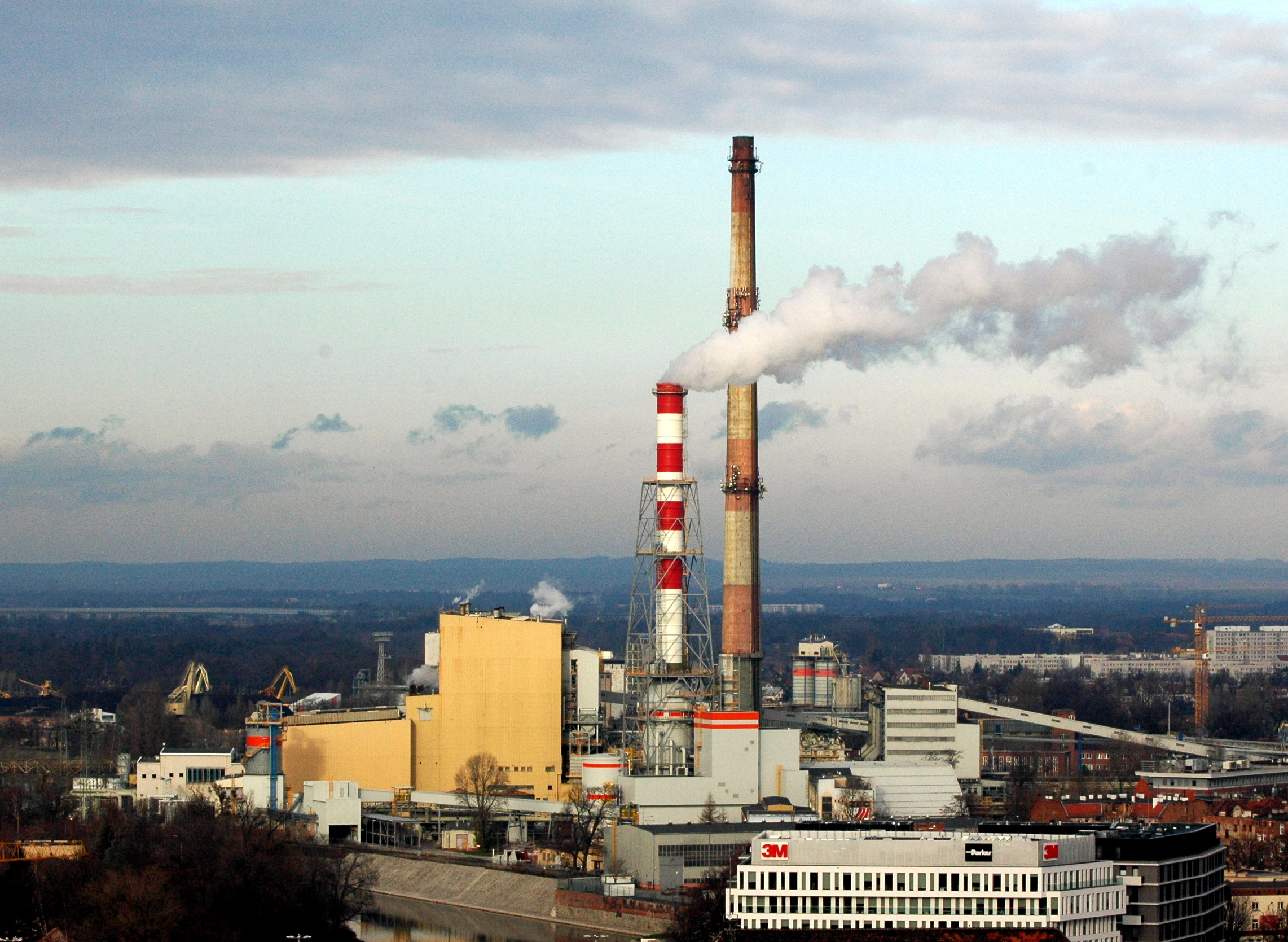
Elektrociepłownia Wrocław w 2015 r.; widoczny biało-czerwony komin nowej instalacji odsiarczania spalin

Pierwsza elektrownia we Wrocławiu wybudowana została w roku 1891 blisko centrum miasta (przy ul. Wierzbowej). Rozbudowano ją cztery lata później, ale dalszy jej rozwój ze względu na brak miejsca nie był już możliwy. W 1899 roku rozpoczęto więc budowę nowej elektrowni poza centrum miasta, na dużej działce położonej na Schießwerder (Kępie Strzeleckiej) przy Schützenstraße (dziś ul. Łowiecka) i Scheibenweg (później ul. Flisacka, dziś w całości na terenie wrocławskiej elektrociepłowni). Budowę zakończono po dwóch latach, uruchomienie nastąpiło 8 sierpnia 1901. Elektrownia wyposażona była w generatory napędzane maszynami parowymi. Wytwarzała prąd stały o napięciu 220 V (dla okolicznych odbiorców końcowych) oraz 580 V (do zasilania trakcji tramwajowej), a także prąd przemienny o napięciu 5 kV (do przesyłania na dalszą odległość, w inne części miasta). Początkowo moc zainstalowana w elektrowni wynosiła 3,2 MW, w miarę jednak jej rozbudowy rosła i w 1913 było to już 22 MW, a w 1929 53 MW. Zniszczenia podczas oblężenia Festung Breslau w 1945 roku spowodowały, że zaraz po wojnie elektrownia zdolna była dostarczać tylko 3 MW, a w 1947 jej moc podniesiono do 25 MW. W tamtym okresie elektrownia wykorzystywała trzy kominy: wysokości 76 m, 83 m i 82,5 m.
W latach 1956–1959 elektrownię rozbudowywano o człon ciepłowniczy i w grudniu 1959 został on uruchomiony, przez co elektrownia przekształcona została w elektrociepłownię, z wymiennikiem o mocy cieplnej 70 Gcal/h; po uruchomieniu drugiego wymiennika osiągnięto 130 Gcal/h, a w 1965 – 164 Gcal/h. Równocześnie w latach 60. zaczęto wycofywać zużyte i przestarzałe urządzenia. W 1967 rozpoczął się proces budowy drugiej elektrociepłowni, w bezpośrednim sąsiedztwie pierwszej. Osiągnęła ona w 1972 roku moc cieplną 280 Gcal/h (tj. 240 MW) oraz moc elektryczną 50 MW. Dwa lata później moc cieplna elektrociepłowni wzrosła do 558 Gcal/h (tj. 480 MW), a w 1987 (który był rokiem zakończenia budowy drugiej elektrociepłowni) osiągnęła ona moc cieplną 1073 MW oraz moc elektryczną 250 MW. Elektrociepłownia wówczas miała zamiast trzech niespełna stumetrowych, dwa nowe, wzniesione w latach 70. XX wieku, wysokości 120 i 180 metrów.
W związku z wejściem w życie od 1 stycznia 2016 roku nowych norm unijnych nakazujących obniżenie emisji gazów, w roku 2015 zakończono trwającą dwa lata instalację urządzeń do odsiarczania i odazotowania spalin, osiągając znaczącą redukcję emisji do atmosfery tlenków siarki (pięciokrotnie) i tlenków azotu (trzykrotnie). Instalacja odsiarczania przejęła funkcję 120-metrowego komina, który w związku z tym został rozebrany do października 2017.

#### Tramwaje we Wrocławiui dwie zajezdnie na Ołbinie

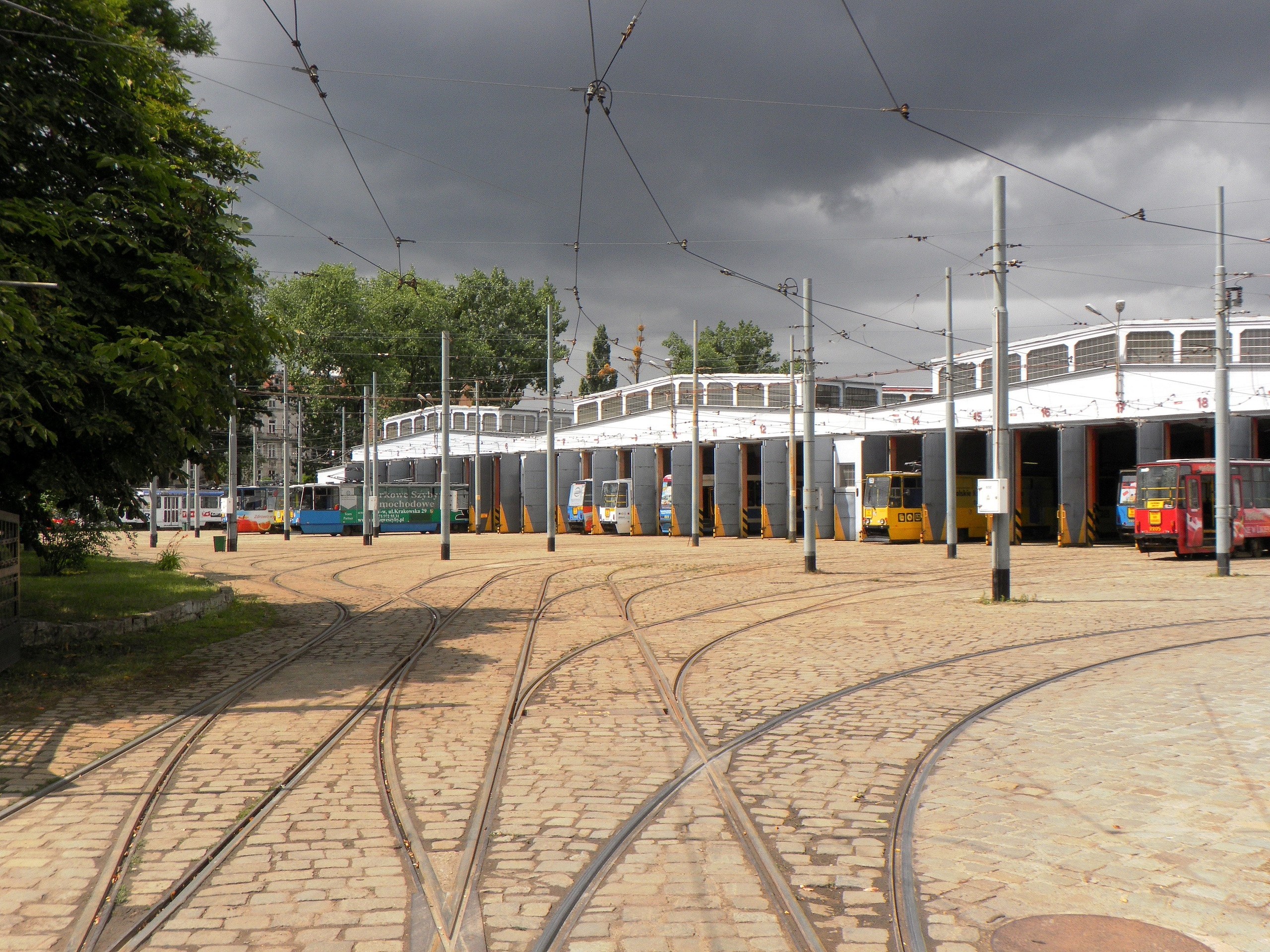
Zajezdnia na Ołbinie (ul. Słowiańska)

Funkcjonująca we Wrocławiu od 1876 roku spółka Breslauer Straßen-Eisenbahn-Gesellschaft (Wrocławskie Towarzystwo Ulicznej Kolei Żelaznej), BSEG, eksploatująca w mieście początkowo tramwaje konne, na przełomie XIX i XX stulecia zaczęła przechodzić na tabor elektryczny, chcąc nadążać za wzrastającymi wymaganiami pasażerów i powstałą w mieście konkurencją (koncesji na tramwaje elektryczne udzielono w 1892 spółce Elektrische Straßenbahn Breslau AG (Tramwaje Elektryczne Wrocław SA), ESB i już w następnym roku ruszyła w mieście jej pierwsza linia; w roku 1900 powstało jeszcze jedno konkurencyjne przedsiębiorstwo, komunalną firmę Städtische Straßenbahn Breslau (Tramwaje Miejskie Wrocław), SSB. W tej sytuacji BSEG w latach 1900–1902 podjęła decyzję o budowie na potrzeby swojej sieci tramwajów elektrycznych nowych zajezdni: w południowej części miasta oraz w północnej, na Przedmieściu Odrzańskim, na osiedlu Elbing (Ołbin), przy Elbingstraße (obecnie Ołbińska). Pierwsza zajezdnia była niezbyt wielka, miała tylko jedną halę, zatem w latach 1909–1910 wybudowano drugą, większą zajezdnię, na terenach przylegających do tej pierwszej, z wjazdem od strony Weißenburger Straße (dziś ul. Słowiańska). W 1910 spółka BSEG została wykupiona przez miasto, a jej majątek (tabor i infrastruktura wraz z zajezdniami) przekazano komunalnej SSB.
Zajezdnie przy ul. Ołbińskiej i Słowiańskiej przez większość okresu po 1945 roku stanowiły oddzielne jednostki organizacyjne Miejskiego Przedsiębiorstwa Komunikacyjnego we Wrocławiu (pierwsza jako tzw. „zakład torowy” a druga jako zajezdnia dla taboru), ale od roku 2014 stanowią razem jeden zakład, należący do MPK.

#### Inne obiekty
- przytułek Fundacji Claasseena (wg projektu Richarda Plüddemanna) pomiędzy ul. św. Wincentego a Ołbińską (1894–1895), dziś szpital MSW[78];
- gazownia III przy Trzebnickiej (1887–1881, 1938), dziś Zakład Energetyczny i Urząd Skarbowy[79];
- szkoła dla dziewcząt przy Trzebnickiej (1905–1908), dziś Zespół Szkół Ponadgimnazjalnych[80];
- elektrownie wodne przy Kępie Mieszczańskiej (1922–1926), dziś jako EW Wrocław I i EW Wrocław II[81];
- urząd pracy (1935), dziś Archiwum Państwowe[82].

### „Wielki Wrocław” – przyłączenie nowych dzielnic w roku 1928

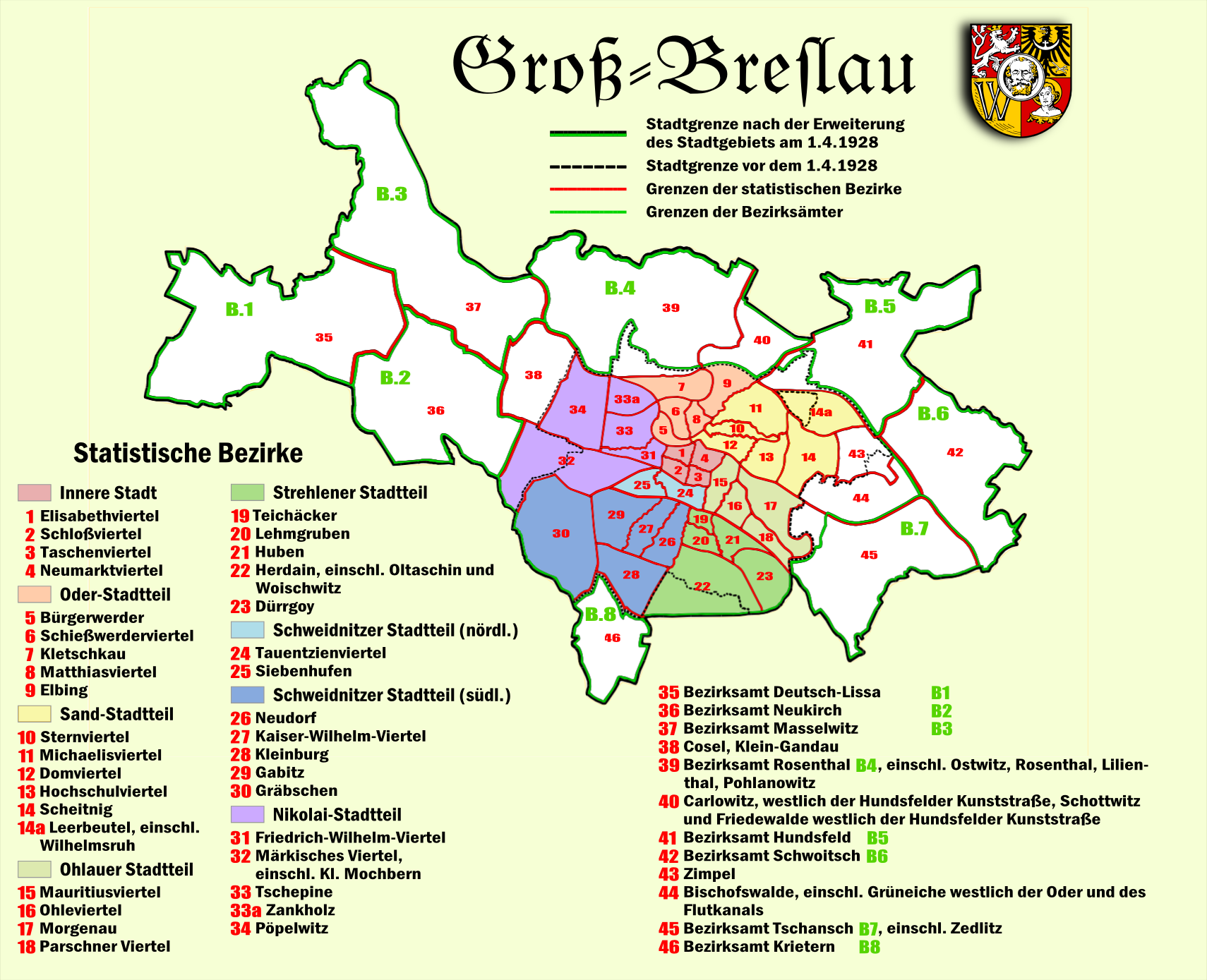
1928: podział na dzielnice; Oder-Stadteil w kolorze pomarańczowym
(dzielnice oznaczone numerami od 5 do 9)źródło

W XIX i w I połowie XX wieku Wrocław podzielony był dwuszczeblowo: na Stadteile (części miasta) odpowiadające dawnym przedmieściom, te zaś dzieliły się na Viertel („kwartały”, dzielnice), czasem administracyjnie łączone ze sobą, wywodzące się z pierwotnego podziału średniowiecznego miasta. Przedmieście Odrzańskie (Oder-Stadtteil) w I połowie XX w. podzielone było następująco (numery odpowiadają oznaczeniom na mapie po prawej):
5: Bürgerwerder (Kępa Mieszczańska)
6: Schießwerderviertel (Kępa Strzelecka)
7: Kletschkau (Kleczków)
8: Mathiasviertel (dzielnica św. Macieja)
9: Elbing (Ołbin).
Do Przedmieścia Odrzańskiego zaliczany był też wąski pas terenu na prawym brzegu Starej Odry sąsiadujący z Rosenthal (Różanką) nazywany Untere Brückenaue („Łęgi Dolne”, na zachodzie, czyli łąki łęgowe w niższej części biegu Odry) i Obere Brückenaue („Łęgi Górne”, na wschodzie, w wyższym biegu), włączony do miasta już w 1808; razem z nim przyłączono w tym samym 1808 roku prawobrzeżne łąki, Polinke Acker (część obszaru zwanego Polinke – Polanka), gdzie w 1867 roku założony został cmentarz komunalny, istniejący do dzisiaj jako Cmentarz Osobowicki. Szczególnym przypadkiem jest dzielnica oznaczona na mapie z 1928 roku numerem 39, której południowa część, obejmująca Polinke Acker oraz Untere Brückenaue i Obere Brückenaue, nie była zaliczana formalnie do żadnej Statistische Bezirke (dzielnicy statystycznej). Chociaż obszar ten znajdował się od 1808 roku (a częściowo od 1903) w granicach miasta, to po regulacji z 1928 roku znajdował się poza Bezirkamt Rosenthal (urzędem dzielnicy Różanka), oznaczonym B.6, choć statystycznie traktowany był razem z Różanką. Te różnice między obszarami statystycznymi a urzędowymi mają jednak o tyle mniejsze znaczenie, że zarówno Untere Brückenaue, jak Obere Brückenaue były (i pozostają) łąkami zalewowymi i nie są zamieszkałe, tak jak Polinke Acker, które zajmuje Cmentarz Osobowicki. Na mapie Alberta Schmude z 1921 roku (która przedstawia podział miasta na dzielnice i kwartały przed przyłączeniem nowych dzielnic w 1928) Untere Brückenaue, Obere Brückenaue i Polinke Acker oznaczone są numerem 7a i opisane Polinke. Dodatkowo w 1903 roku poszerzono nieco pas Obere Brückenaue (pomiędzy mostami Trzebnickimi a mostami Osobowickimi). Przez kilkanaście lat od 1911 roku począwszy trwały w mieście dyskusje na temat strategii dalszego rozwoju terytorialnego miasta, w których brali udział znani wrocławscy architekci i urbaniści, jak Max Berg, Ernst May i Adolf Rading. W 1924 przyjęto w ich wyniku generalny plan rozbudowy Wrocławia, natomiast cztery lata później, 1 kwietnia 1928, podjęto decyzję o przyłączeniu do miasta trzydziestu okolicznych wsi, w tym między innymi sąsiadujące z  Przedmieściem Odrzańskim Karlowitz (Karłowice), Rosenthal (Różankę), Lilienthal (Poświętne), Osswitz (Osobowice), Polanowitz (Polanowice).

### II wojna światowa
W latach 1940-1943 wybudowano we Wrocławiu kilka naziemnych schronów obrony przeciwlotniczej, w tym jeden na Przedmieściu Odrzańskim (wg projektu Richarda Konwiarza), przy skrzyżowaniu Elbigstraße i Weißenburger Straße (dzisiejsze Ołbińska i Słowiańska).

### OblężenieFestung Breslauw 1945 i okres powojenny

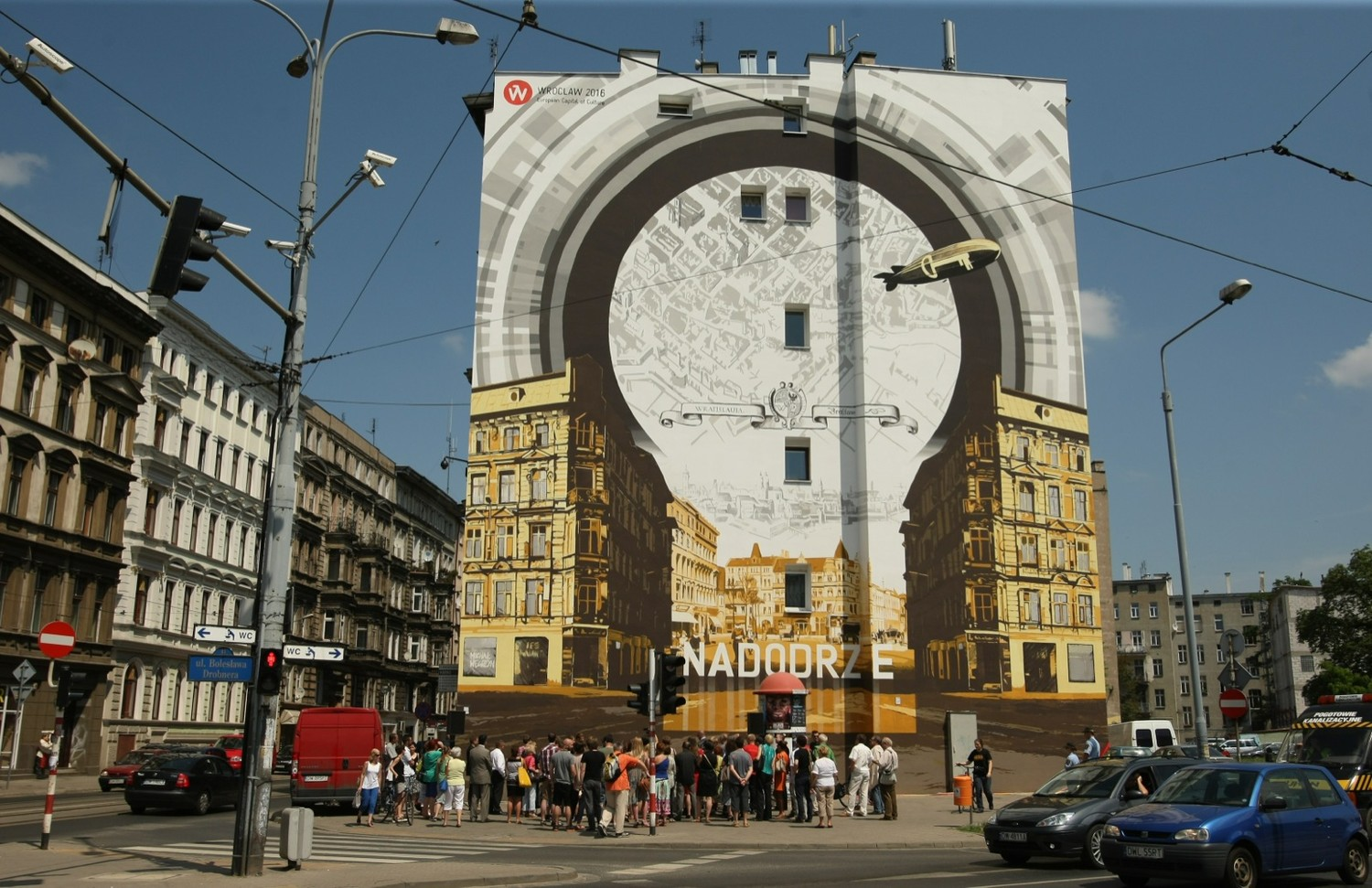
Mural „Brama do Nadodrza” na ścianie kamienicy przy Łokietka 3

Po roku 1945 dzielnice Kępa Mieszczańska, Kępa Strzelecka i dzielnica św. Macieja (oznaczone na mapie z roku 1928 numerami 5, 6 i 8) włączono formalnie do Ołbina, ale jeszcze później, w 1991, wszystkie trzy zostały wydzielone z Ołbina jako dzielnica Nadodrze. Według zatem dzisiejszego podziału miasta, na dawne Przedmieście Odrzańskie składają się w całości dzisiejsze dzielnice Nadodrze, Kleczków i nadbrzeżny pas Polanki razem z Cmentarzem Osobowickim oraz Ołbin, który dziś obejmuje również dzielnicę Michaelisviertel (kwartał św. Michała) zaznaczoną na planie podziału z 1928 roku numerem 11, zaliczoną wówczas do Sand-Stadteil (czyli „Dzielnicy Piaskowej”, tak jak pozostała część Przedmieścia Piaskowego).
Przedmieście Odrzańskie, w porównaniu z pozostałymi dzielnicami Wrocławia, przetrwało oblężenie Festung Breslau nieco lżej, choć jak cała „twierdza” uległo także znaczącej dewastacji, sięgającej 30%. Zniszczeniu w wyniku bombardowań uległo wprawdzie sporo kamienic, ale jednak znaczna ich część nadawała się do zamieszkania, dlatego to przede wszystkim na Ołbinie zaczęli się osiedlać pierwsi przesiedleńcy z Kresów (w tym ze Lwowa) i innych części kraju. To również w tej części miasta znalazły swoje miejsce pierwsze, tymczasowe siedziby władz Wrocławia i instytucji użyteczności publicznej, m.in. w budynku przy ul. Nowowiejskiej znalazła się pierwsza szkoła podstawowa, a przy Blücherstraße (obecnie ul. Poniatowskiego) ulokowały się władze miasta, komenda milicji i pierwsze liceum ogólnokształcące. Sprzyjał temu też fakt, że infrastruktura kolejowa, w znacznym stopniu zniszczona w południowej części miasta (na lewym brzegu Odry), po stronie prawobrzeżnej przetrwała w lepszym stanie, wobec czego to dworzec Nadodrze był pierwszym, na który po wojnie zaczęły przyjeżdżać do Wrocławia pociągi (inauguracja nastąpiła 19 lipca 1945, kiedy przybył pociąg z Oleśnicy).
Przez kolejne lata Przedmieście Odrzańskie borykało się z problemami wynikającymi ze starzejącej się zabudowy komunalnej, narastała pilna potrzeba generalnych remontów wyeksploatowanych kamienic, ale do ostatniej dekady XX wieku inwestycje w tym rejonie na ogół ograniczały się do tzw. budownictwa plombowego, czyli uzupełniania zabudowy w lukach, które powstały po zburzonych kamienicach.
W roku 2007 ruszył we Wrocławiu Program Stu Kamienic (w założeniach miasto chciało remontować sto kamienic komunalnych rocznie), realizowany przez wrocławski Zarząd Zasobu Komunalnego. Założonej liczby osiągnąć nie udało się ani razu, do roku 2011 wyremontowano łącznie blisko 150 kamienic; plan rewitalizacji kamienic komunalnych zmienił swoje założenia i nazwę i kontynuowany był jako „Program Rewitalizacji Wrocławskich Kamienic”. Znaczna część spośród kamienic, które w ramach tego programu kompleksowo wyremontowano, znajdowało się na Przedmieściu Odrzańskim, a Nadodrze wciąż pozostawało obszarem, na którego rewitalizację miasto przeznacza znaczne środki.

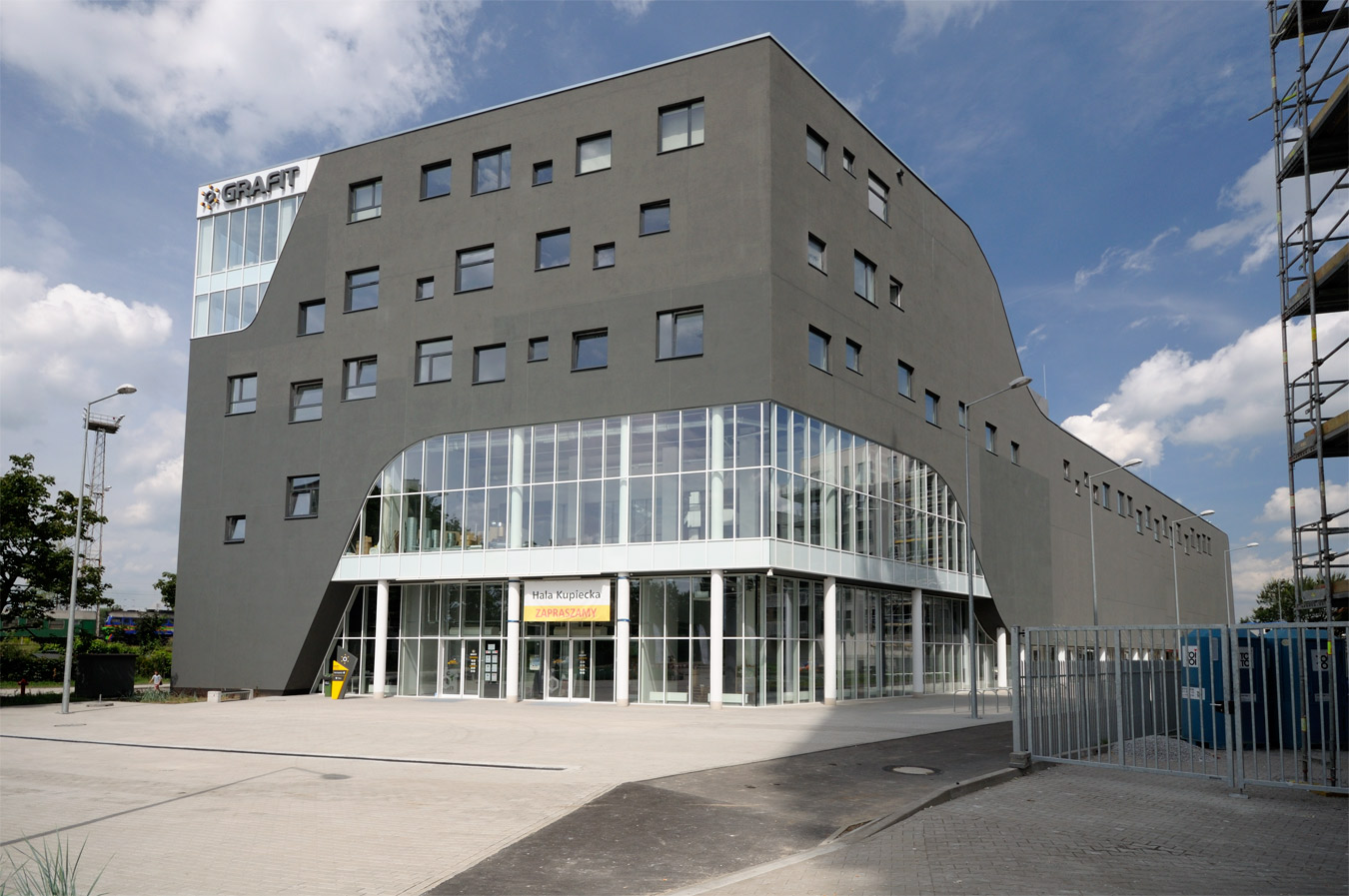
CB Grafit krótko po otwarciu

W roku 2012 zakończyła się budowa Centrum Biznesu Grafit przy ul. Namysłowskiej 8. W zamierzeniu miał to być obiekt, w którym skupiać się będzie handel i usługi; na powierzchni użytkowej prawie prawie 15 tys. m² przewidziano też sporą przestrzeń biurową. Wkrótce jednak okazało się, że lokalizacja tego obiektu nie sprzyja działalności handlowej i usługowej, zatem miasto już rok później podjęło decyzję o zmianie przeznaczenia budynku i przekształceniu go niemal w całości na przestrzeń biurową. Od stycznia roku 2020 w CB Grafit (oprócz działających tam wcześniej Miejskiej Biblioteki Publicznej oraz biur Sądu Apelacyjnego, Centrum Usług Informatycznych, Miejskiego Ośrodka Pomocy Społecznej i Rady Osiedla Ołbin oraz kilku innych instytucji) mieści się też siedziba spółki Wrocławskie Mieszkania, zarządzającej częścią komunalnych mieszkań i lokali użytkowych we Wrocławiu, w tym również samym obiektem „Grafit”.